# 메리 울스턴크래프트
메리 울스턴크래프트(Mary Wollstonecraft [ˈwʊlstən.krɑːft][*], 1759년 4월 27일 ~ 1797년 9월 10일)는 잉글랜드의 작가, 철학자, 여성의 권리 옹호자이다. 비교적 짧은 경력동안 장편소설, 논문, 여행기, 프랑스 혁명사, 지도서, 동화책에 이르기까지 폭넓은 분야에서 활동했다. 특히 유명한 저서는 『여성의 권리 옹호』(A Vindication of the Rights of Woman, 1792년)로 여기서 울스턴크래프트는 여성이 태생적으로 남성에 비해 열등하지 않으며, 교육의 결여로 인해 열등한 것처럼 보이는 것이라고 주장했다. 울스턴크래프트는 남녀가 모두 이성적 존재로 간주되어야 하며 이성에 기반한 사회질서를 마련하자고 제안했다.
20세기 말까지도 울스턴크래프트는 저술 및 사상보다 그 삶과 사생활이 더 많은 조명을 받았다. 헨리 퓨질리, 길버트 임레이와의 두 차례의 불행한 관계 끝에(그 과정에서 딸 패니 임레이를 낳음) 울스턴크래프트는 무정부주의 운동의 선구자인 철학자 윌리엄 고드윈과 결혼했다. 울스턴크래프트는 둘째딸을 낳고 11일 뒤에 사망했다. 향년 38세. 이 둘째딸의 이름은 메리 울스턴크래프트 고드윈이라 하고, 나중에 퍼시 비시 셸리와 결혼하니 그 유명한 소설 『프랑켄슈타인』의 저자 메리 셸리가 그다.
울스턴크래프트가 죽은 뒤 홀아비가 된 고드윈은 『여성의 권리 옹호의 저자에 관한 회고록』(1798년)을 썼는데, 여기서 당대 사회 통념과 어긋나는 부부의 여러 사생활들이 그대로 실려 있었기 때문에 고드윈의 본의와 다르게 울스턴크래프트의 평판은 이후 거의 백 년 동안 추락하였다. 그러나 20세기 여성주의 운동의 태동과 함께 울스턴크래프트의 여성의 평등 옹호와 관습적 여성성에 대한 비판은 그 중요성을 조명받았고, 오늘날에는 여성주의 이론의 기초를 마련한 중요한 철학자 중 한 명으로 취급되고 있다.

## 생애

### 어린 시절
울스턴크래프트는 1759년 4월 27일 런던 스피탈필즈에서 에드워드 존 울스턴크래프트와 엘리자베스 딕슨 사이의 7남매 중 둘째로 태어났다. 어렸을 때는 유복한 편이었으나 아버지가 몇 차례 투기로 가산을 탕진했다. 재정적으로 궁핍해진 가족은 울스턴크래프트의 유년기에 이곳저곳 옮겨 다니며 살아야 했다. 경제적 형편이 매우 나빠지자 아버지는 울스턴크래프트가 성년이 되면 물려받게 되어 있는 돈을 내 놓으라고 강요했다. 심지어 술이 취하면 마누라를 마구 두들겨 패는 폭력적인 사람이 되어버렸다. 10대 시절 울스턴크래프트는 어머니를 지키기 위해 어머니 침실 문 앞에 누워있곤 했다. 또한 울스턴크래프트는 여동생 에버리나와 엘리자에게 평생 어머니 같은 역할을 했었다. 예컨대 1784년의 어느 날 울스턴크래프트는 산후우울증으로 추측되는 증세에 고통받던 엘리자에게 남편과 아이를 떠나 있으라고 설득했다. 울스턴크래프트는 사회 규범에 도전하며 엘리자가 가정에서 해방될 수 있도록 모든 노력을 다했다. 그러나 치러야 할 인간적 비용은 혹독했다. 엘리자는 사회적 낙인으로 괴로워했고, 재혼을 할 수 없었으므로 궁핍 속에 고된 노동을 하며 여생을 보냈다.
울스턴크래프트의 초기 생애에 영향을 미친 두 명의 친구가 있는데 우선 첫 번째는 베벌리의 제인 아르덴이었다. 울스턴크래프트와 아르덴은 책을 함께 읽고 재야철학자이자 과학자인 아르덴의 아버지의 강의에 출석하면서 친구가 되었다. 울스턴크래프트는 아르덴 집안의 학구적 분위기를 즐겼으며 아르덴과의 우정을 매우 높게 평가하여 어떤 때는 우정이 독점욕의 수준에 이르기도 했다. 울스턴크래프트는 아르덴에게 이런 편지를 썼다. “나는 우정에 관하여 낭만적인 생각을 했었다 …… 사랑이나 우정에 관한 내 생각은 다소 이상하다. 나는 누군가의 첫 번째 사람이 되거나, 그렇지 못하면 아예 아무 관계도 아니어야 한다.” 울스턴크래프트가 아르덴에게 보낸 편지들을 보면의 삶 전체를 지배한 조울적인 우울감정을 읽어낼 수 있다.
두 번째이자 보다 더 중요한 친구는 패니 프란세스 블러드(Fanny (Frances) Blood)로, 그에게 부모같은 사람들이었던 혹스턴의 클레어스 부부를 통해 알게 되었다. 블러드는 울스턴크래프트가 자신의 마음을 열게 되는 데 큰 도움을 주었다. 가정생활이 불만족스러웠던 울스턴크래프트는 1778년 독립하여 서머셋 주 바스의 사라 도슨(Sarah Dawson)이라는 과부의 말벗 노릇을 하는 일을 했다. 그러나 울스턴크래프트는 성마른 성격의 도슨과의 생활에 고통받았다(이 때의 경험은 1787년에 쓴 『딸들의 교육에 관한 성찰』에서 이러한 위치의 결점을 밝히는 요인이 된다). 1780년 어머니가 죽어간다는 소식에 임종을 지키기 위해 집으로 돌아갔다. 어머니가 죽은 뒤 도슨의 말벗 일로 돌아가지 않고 블러드와 함께 다녔다. 블러드 가족과 함께 지낸 2년간 울스턴크래프트는 자신에 비해 전통적 여성상에 보다 많은 투자를 하는 블러드를 자신이 지금껏 이상화해서 생각해왔다는 것을 깨달았다. 그래도 울스턴크래프트는 평생 블러드 및 그 가족과 우정을 유지했다(예컨대 그는 블러드의 형제에게 자주 금전적 도움을 주었다).
울스턴크래프트는 블러드와 함께하는 여성의 유토피아를 상상했다. 그들은 함께 방을 얻어 감정적으로 또한 재정적으로 상부상조하는 생활을 할 계획을 했지만, 경제적 현실 앞에 이런 꿈은 불가능했다. 생계 유지를 위해 울스턴크래프트 자매와 블러드는 뉴잉턴그린의 비국교도 공동체에 학교를 세웠다. 얼마 뒤 블러드는 결혼했고 그의 남편 휴 스키스(Hugh Skeys)는 언제나 건강이 위태로웠던 블러드를 요양시키기 위해 부부동반으로 포르투갈 리스본으로 떠났다. 그러나 주위 환경을 바꾸었음에도 불구하고 블러드의 건강은 그가 임신하면서 더욱 악화되었다. 1785년 울스턴크래프트는 블러드를 간호하기 위해 학교를 떠나 리스본으로 따라갔지만 병세의 차도는 없었다. 게다가 그가 학교를 떠나 있었기 때문에 학교도 문을 닫게 되었다. 블러드의 죽음은 울스턴크래프트를 절망시켰고, 이는 그의 첫 장편소설 『메리, 한 편의 소설』(1788년)의 소재가 되었다.

### “신속(新屬)의 첫 번째”

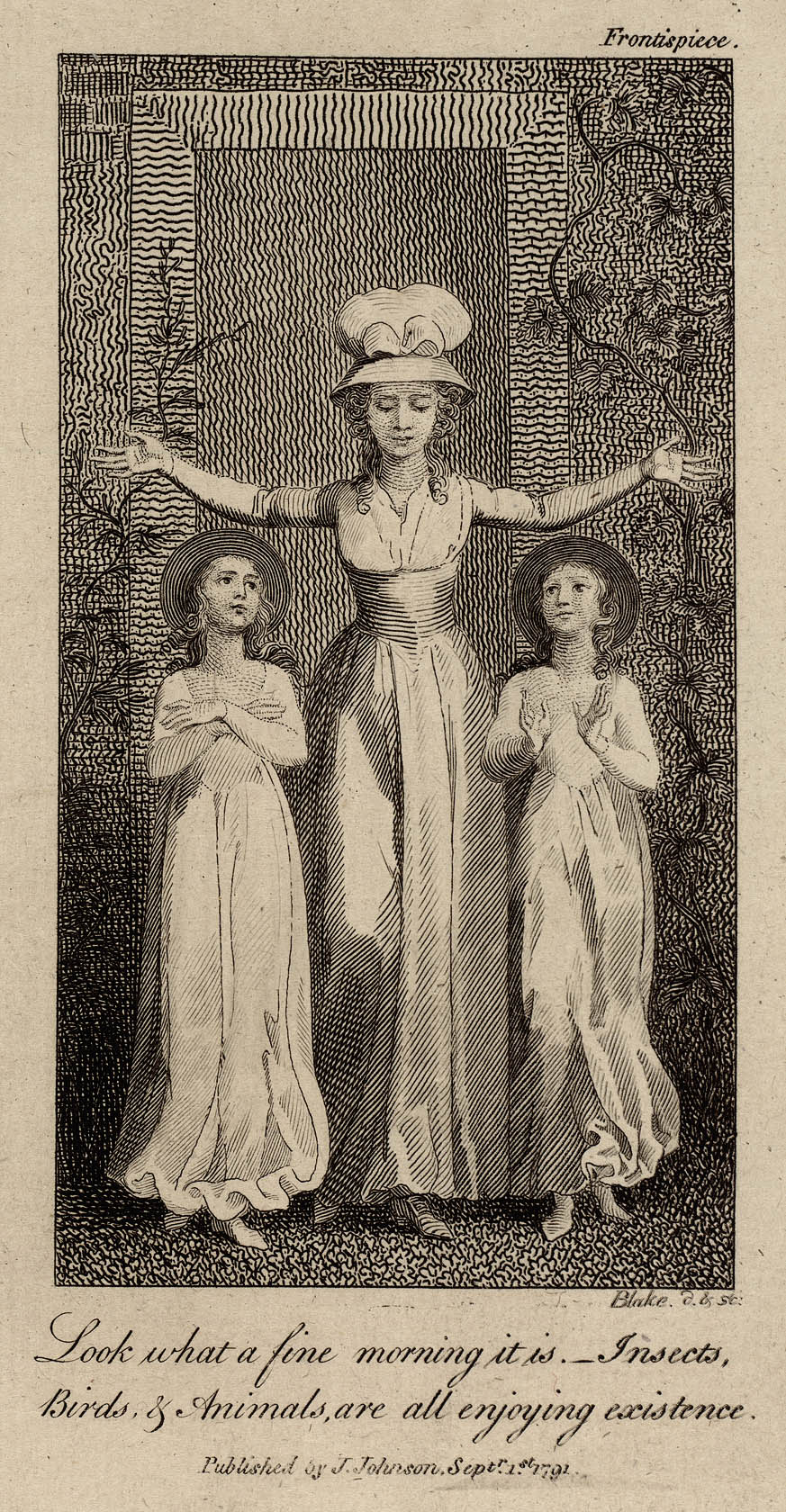
『실생활 속의 새로운 이야기들』 1791년판의 권두삽화. 윌리엄 블레이크의 판화이다.

블러드가 죽은 뒤 울스턴크래프트의 다른 친구들이 그에게 아일랜드의 앵글로아일랜드인 집안인 킹스버러 가의 가정교사 자리를 주선해 주었다. 킹스버러 부인과는 사이가 좋지 못했지만, 아이들에게는 훌륭한 선생님이었다. 그 댁 딸인 마거릿 킹은 훗날 울스턴크래프트가 “자신의 정신을 모든 미신으로부터 해방시켰다”고 회고했다. 이 시기 울스턴크래프트의 경험은 몇 년 뒤 그의 유일한 동화인 『실생활 속의 새로운 이야기들』(1788년).

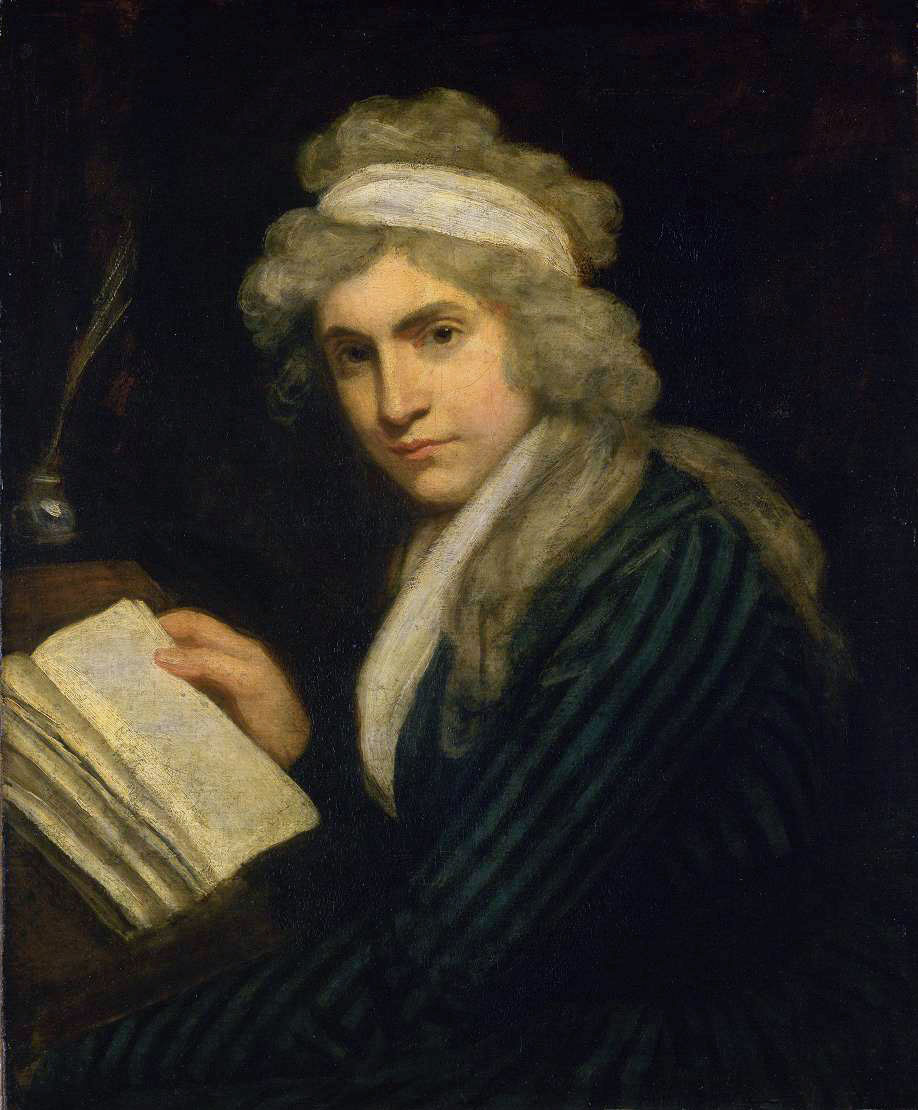
1790년–91년의 울스턴크래프트. 존 오피 그림.

지위는 있지만 가난한 여성에게 허락된 직업선택의 폭이 좁음(울스턴크래프트는 이러한 장애를 『딸들의 교육에 관한 성찰』 중 〈적절한 교육을 받았으나 재산은 없는 여성들의 불행한 처지〉에서 유창하게 논하고 있다)에 불만을 품은 울스턴크래프트는 가정교사 일을 한 지 1년만에 저술가가 되기로 했다. 1787년 여동생 이브리나에게 쓴 편지에서 그는 자신이 “신속(新屬)의 첫 번째(the first of a new genus)”가 되고자 한다고 썼다. 울스턴크래프트는 런던으로 이사가서 진보 성향의 출판업자 조지프 존슨의 도움으로 서처와 일자리를 구했다. 그는 불어와 독어를 배우고 번역 일을 했다. 울스턴크래프트가 옮긴 책들 중 유명한 것으로는 자크 네케르의 『종교적 의견의 중요성에 관하여』, 크리스티안 고트힐프 잘츠만의 『아동을 위한 도덕성 제요』가 있다. 또한 존슨의 정기간행물 『분석평론』 지에 평론도 투고했는데, 주로 소설 평론이었다. 울스턴크래프트의 지적 우주는 이 시기에 크게 팽창했다. 이는 평론을 위해 읽은 책들 뿐 아니라 런던에서 새로 사귀게 된 사람들 탓이기도 했다. 그는 존슨의 식사자리에 참여하며 급진적 작가 토머스 페인, 철학자 윌리엄 고드윈 등과 만나 교류했다. 울스턴크래프트와 고드윈의 첫 만남은 다소 좋지 못했다. 페인의 소식을 들으러 온 고드윈에게 울스턴크래프트가 그와 거의 모든 주제에서 의견이 불일치하자 그날 밤 내내 공격을 퍼부었다고 한다. 그러나 존슨의 경우 친구 이상의 존재로서 편지에 그를 아버지나 오라비 같은 사람이라고 쓰곤 했다.
런던에 있는 동안 울스턴크래프트는 화가 헨리 퓨젤리와 사귀게 되었는데, 퓨젤리는 유부남이었다. 퓨젤리에게 홀딱 빠진 울스턴크래프트는 퓨젤리의 “천재성, 그 영혼의 위엄성, 그 이해의 신속함, 사랑스러운 연민”을 상찬했다. 울스턴크래프트는 퓨젤리 부부에게 플라토닉한 관계를 맺자고 제안하기도 했으나, 퓨젤리의 처는 질겁하면서 거부했고, 퓨젤리와 울스턴크래프트 사이의 관계도 깨졌다. 이 사건으로 받은 수모를 잊기 위해 울스턴크래프트는 프랑스로 여행을 갔다. 혁명기 프랑스에서 울스턴크래프트는 최근 저작인 『인간의 권리 옹호』(1790년)로 인해 다소 유명해져 있었다. 『인간의 권리 옹호』는 에드문드 버크가 프랑스 혁명을 보수적 논조로 비난한 『프랑스 혁명의 성찰』에 대한 답서로 쓰인 것이었으며, 이를 통해 울스턴크래프트의 이름이 하룻밤 새 널리 알려졌다. 울스턴크래프트는 버크에 대한 가장 유명한 논박서인 『인간의 권리』(1791년)를 쓴 토머스 페인이나 진보적 신학자이자 논객 조지프 프리스틀리와 동렬에서 비교되었다. 울스턴크래프트는 『인간의 권리 옹호』에서 개요를 갖춘 사상들을 계속 밀어붙여 그의 가장 유명하고 영향력 있는 작품 『여성의 권리 옹호』(1792년)를 저술했다.

### 프랑스행과 길버트 임레이

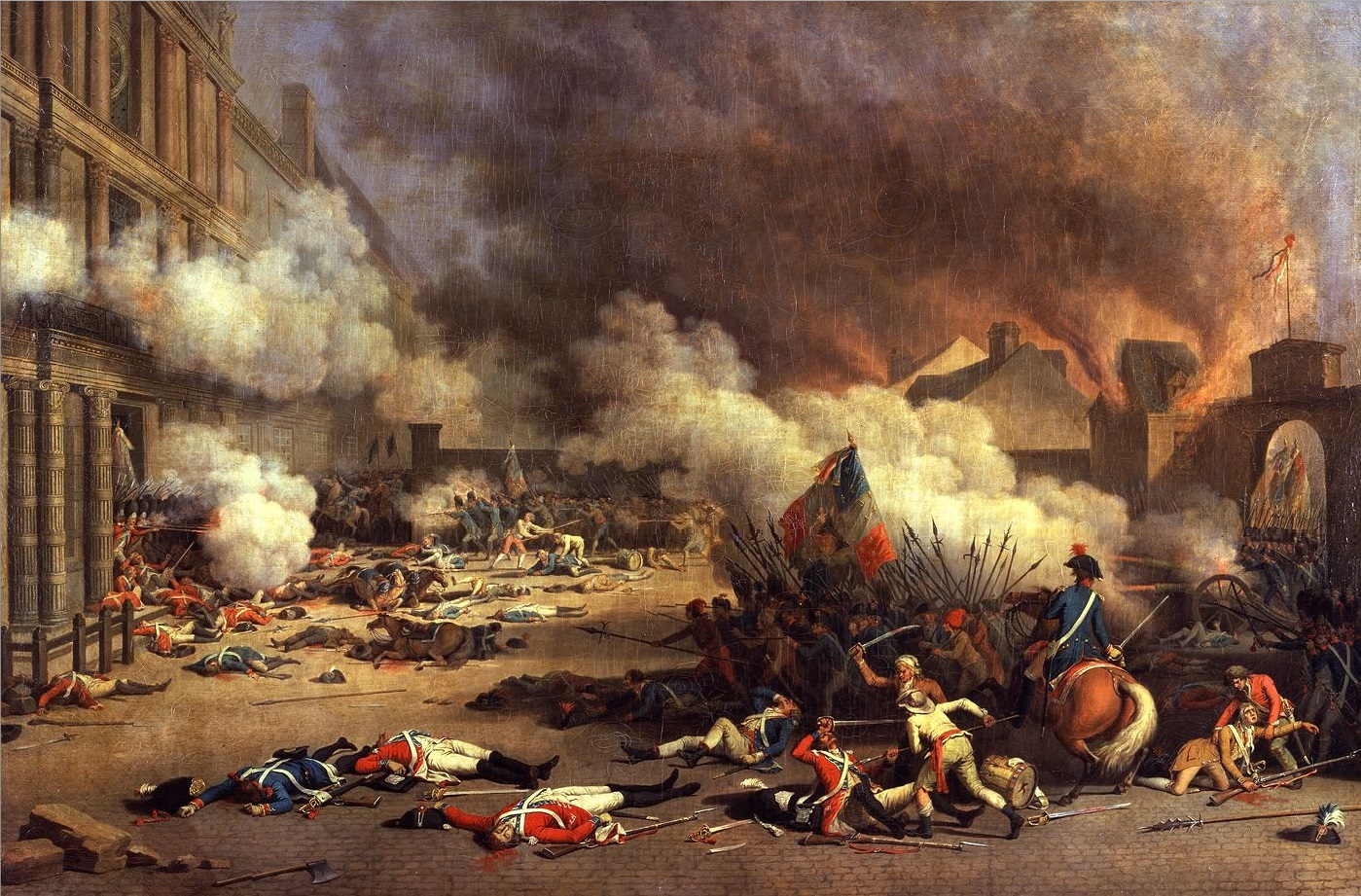
프랑스 혁명의 폭력적 확산을 상징하는 8월 10일 튈르리 궁 공격사건.

울스턴크래프트는 1792년 12월 파리를 떠났다가 루이 16세가 처형되기 한 달 전에 돌아왔다. 영국과 프랑스는 서로 전쟁을 벌이기 직전까지 가고 있었기에, 다들 그에게 프랑스로 가지 말라고 말렸다. 프랑스는 아수라장이었다. 그는 헬렌 마리아 윌리엄스를 비롯한 다른 영국인들과 함께 당시 파리 내부의 국외거주자 모임에 참석했다. 1792년 12월 26일, 울스턴크래프트는 전 국왕 루이 16세가 국민의회에 끌려가는 것을 목격했다. 죄수의 신분으로 마차에 실려 죽음을 향해 끌려가는 루이가 상상했던 것보다 존엄한 모습을 보여줬기에 울스턴크래프트는 다소 놀랐다. 파리 체류 기간 동안 울스턴크래프트는 과격파 자코뱅보다는 온건파 지롱드와 주로 교유했다.
1793년 2월, 프랑스가 영국에 선전포고했고, 울스턴크래프트는 프랑스를 떠나 스위스로 가려 했으나 허가를 받지 못했다. 1793년 3월, 자코뱅이 주도하는 공안위원회가 프랑스의 권력을 장악했고, 전체주의 정권을 수립해 프랑스를 총력전 체제로 끌고갔다. 자연히 프랑스에 체류중인 외국인들의 처지는 착잡해졌다. 프랑스의 모든 외국인들은 경찰의 감시 하에 놓였으며, 거주권을 허락받기 위해서는 그들이 프랑스 공화국에 충성한다는 것을 증명해줄 수 있는 프랑스 남성이 6개조 보증서를 써 주어야 했다. 4월 12일에는 모든 외국인들의 프랑스 출국이 금지되었다. 울스턴크래프트는 혁명 동조자였음에도 생활이 매우 불편해졌다.
막 『여성의 권리 옹호』를 탈고했던 울스턴크래프트는 프랑스 혁명의 자극적인 지적 부위기 속에 울스턴크래프트는 미국 모험가 길버트 임레이와 매우 열정적인 사랑에 빠졌다. 울스턴크래프트는 임레이와 결혼을 하지 않고 동침하는 것으로 자신이 세운 이론을 실행에 옮겼다. 이것은 당대의 "정숙한" 영국인 여성에게는 상상할 수 없는 일이었다. 울스턴크래프트가 결혼을 염두에 두었는지 여부는 알 수 없지만 임레이는 미혼이었고, 울스턴크래프트는 임레이를 이상적 남성상으로 보고 사랑하게 된 것으로 보인다. 울스턴크래프트는 『여성의 권리 옹호』에서 남녀관계에서 성적 요소를 거부해야 한다고 했지만 임레이로 인해 성에 대한 관심이 되살아났다. 울스턴크래프트는 그동안 프랑스에서 혁명의 과정을 목격하며 어느 정도 환멸했던 것 같다. 그는 프랑스 민중들이 여전히 권력자들에 대한 노예근성에 찌들어 있으며 정부는 "썩었"고 "폭력적"이라고 썼다. 하지만 혁명에 대한 환상이 깨졌음에도 울스턴크래프트는 유럽에 새 시대의 여명이 밝아온다는 희망을 포기할 수 없다고도 썼다. 울스턴크래프트는 자코뱅들이 프랑스 여성들에게 남성들과 동등한 권리를 부여하기를 거부하고, 그들의 우상인 루소의 이상적 여성상인 남성을 보조하는 존재로 여성의 역할을 규정한 것에 실망했다. 1793년 10월 16일, 전 왕비 마리 앙투아네트가 단두대형에 처해졌는데, 유죄가 선고된 기소내용들 중에는 아들과의 근친상간 혐의도 있었다. 비록 울스턴크래프트는 후술할 바와 같이 왕비를 인간적으로 혐오했지만, 자코뱅들이 변태성욕 의혹 따위 추문을 이용해 프랑스 민중들의 왕비에 대한 증오를 부채질한 것에는 근심스러워했다. 1793년 10월 31일, 대부분의 지롱드파가 단두대에서 일제히 목이 달아났고, 임레이에게 그 소식을 전해들은 울스턴크래프트는 충격으로 혼절했다.
1793년, 울스턴크래프트를 보호하기 위해 임레이가 파리 주재 미국 대사관에서 울스턴크래프트를 자기 아내로 허위신고했기에 울스턴크래프트는 자동적으로 미국 시민권을 얻었다. 하지만 두 사람은 실제로 결혼하지는 않았다. 프랑스가 영국에 전쟁을 선포하자 영국 왕립해군이 프랑스 항구들을 봉쇄했고, 물자 차단으로 물가가 폭등했다. 임레이는 미국에서 프랑스로 식량과 비누를 밀수해오는 봉쇄돌파선에 참여했고, 그 덕분에 임레이의 아내로 신고된 울스턴크래프트는 공포정치 시기에 험한 꼴을 면할 수 있었다. 하지만 울스턴크래프트의 친구들은 그다지 운이 좋지 않았다. 토머스 페인을 비롯한 여럿이 체포당했고, 일부는 단두대로 끌려갔다. 울스턴크래프트의 자매들은 그가 감옥에 갇힌 줄로 알고 있었다. 울스턴크래프트는 자코뱅 치하의 삶은 “악몽과 같다”고 했다. 대규모 열병식이 있는 날이면 모두가 환호해야만 했고, 환호하지 않는 자들은 모두 공화국에 대한 충성심을 의심받았다. “공화국의 적”을 색출하는 경찰들이 그렇게 의심받은 이들을 한밤중에 덮쳐 끌고갔다.
임레이의 아이를 임신한 울스턴크래프트는 1784년 5월 1일 첫 아이를 낳았고, 자신의 가장 친한 친구였던 패니 블러드의 이름을 따서 패니 임레이라고 이름붙였다. 울스턴크래프트는 매우 기뻐서 친구에게 쓴 편지에 다음과 같이 썼다. “나의 작은 딸아이가 너무 씩씩하게(MANFULLY; "남자답게"로도 해석될 수 있음) 젖을 빨아서 아이 아버지가 여성의 권리 옹호 제2부에 (딸아이를 강조해서) 쓰라고 짖궂게 말할 정도다.” 이후로도 울스턴크래프트는 왕성하게 저술을 계속했다. 이는 타지에서 미혼모가 된 자신의 생계부담을 덜기 위함이기도 했지만 동시에 프랑스 혁명의 혼란이 계속 심해졌기 때문이기도 했다. 북프랑스 르아브르에서 울스턴크래프트는 프랑스 혁명 초기 역사를 정리한 『프랑스 혁명의 역사적 도덕적 관점』을 저술하여 1794년 12월 런던에서 출판했다.
1794년 7월 자코뱅이 몰락했다. 울스턴크래프트는 프랑스에 출판의 자유가 돌아올 것이라 기대하고 이것을 쌍수를 들어 환영하며 파리로 돌아갔다. 1794년 8월, 임레이가 곧 돌아오겠다고 약속하며 런던으로 떠났다. 1794년에서 1795년으로 넘어가는 겨울은 유럽에 100년만에 찾아온 강추위였고, 울스턴크래프트 모녀는 곤궁한 처지에 처했다. 그해 겨울 센느강이 결빙하면서 배들이 파리로 음식과 석탄을 싣고 올라올 수 없게 되었다. 얼어붙은 도시에서 수많은 사람들이 굶어 죽었다. 울스턴크래프트는 임레이에게 당장 프랑스로 돌아와달라고 계속 편지를 보냈고, 이 편지들에서 자신은 여전히 혁명에 대한 신념이 남아 있으며 영국으로 돌아갈 수 없다고도 썼다. 영국에서는 1793년부터 혁신주의자들에 대한 탄압이 시작되어 민권이 제한되고 광범한 검열이 행해졌다. 프랑스 혁명에 동정적인 사람은 누구든 반역죄로 기소되었기에 울스턴크래프트는 감옥에 갈 것이 두려워서도 귀국할 수 없었다. 울스턴크래프트는 1795년 4월 7일에야 프랑스를 떠났다. 그 뒤로도 그는 스스로를“임레이 부인”이라고 일컬었으며 자매들 앞에서도 그런 표현을 사용했다. 이는 아이를 사생아로 만들지 않기 위함이었다.

### 잉글랜드행과 윌리엄 고드윈
울스턴크래프트는 1795년 4월 임레이를 찾아 런던으로 귀국했다. 하지만 임레이는 울스턴크래프트와의 재결합을 거부했다. 동년 5월, 울스턴크래프트는 아편팅크로 자살을 기도했으나 임레이가 그를 살렸다(어떻게 살렸는지는 불확실하다). 임레이의 마음을 돌리기 위한 마지막 시도로서 울스턴크래프트는 임레이를 위한 사업 건수를 따내기 위해 스칸디나비아로 갔다. 이 위험한 여행에 울스턴크래프트는 어린 딸과 시녀 한 명만 동반했다. 여행 내내 울스턴크래프트는 임레이에게 편지를 써서 여행 중 느낀 잡감과 생각들을 전달했고, 이 내용들은 1796년 『스웨덴, 노르웨이, 덴마크에서의 짧은 체류 동안 쓴 편지』로 출간되었다. 하지만 이런 노력도 헛되었고 잉글랜드로 귀국한 울스턴크래프트는 자신과 임레이 사이의 관계가 완전히 끝났음을 인정할 수밖에 없었다. 그리고 임레이에게 유서를 남기고 또 자살을 시도했다.

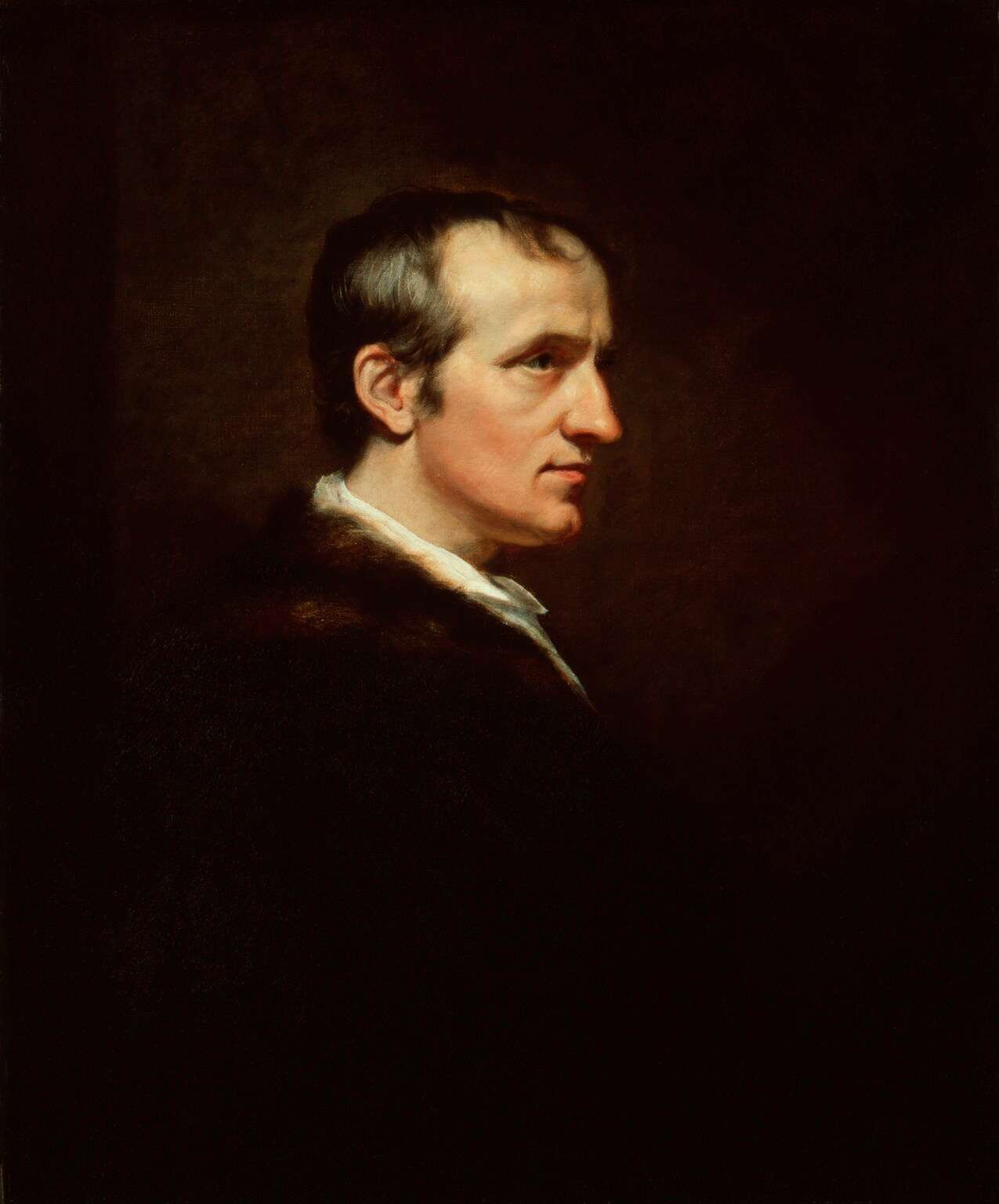
제임스 노스코트의 윌리엄 고드윈 초상화. 1802년 캔버스에 유화. 런던 국립초상화랑 소장.

울스턴크래프트는 비 오는 밤 밖으로 나가 온 몸이 흠뻑 젖은 채 30분 정도를 걸어가서 템스강에 투신했다. 그러나 지나가던 사람이 그것을 보고 그를 구했다. 울스턴크래프트는 자신의 자살기도가 지극히 합리적 사고의 결과라고 생각해서, 구출된 뒤에도 “비통과 비참만이 남은 삶으로 돌아왔을 뿐”이라고 여겼다.
울스턴크래프트는 그 뒤 점차 문예활동으로 복귀했고, 조지프 존슨의 모임에 다시 출석하며 메리 헤이스, 엘리자베스 인치발드, 사라 시던스, 윌리엄 고드윈을 알고 지냈다. 울스턴크래프트는 고드윈과 교제하기 시작하여 열렬한 관계가 되었다. 고드윈은 『스웨덴, 노르웨이, 덴마크에서 쓴 편지』를 읽고 “만약 어떤 책을 읽는 것만으로 저자와 사랑에 빠질 수 있다면 이 책이 바로 그런 책일 것”이라고 했다. 울스턴크래프트는 고드윈의 아이를 임신했고, 태어날 아이를 사생아로 만들지 않기 위해 둘은 결혼했다. 고드윈과 울스턴크래프트의 결혼은 울스턴크래프트와 임레이 사이의 결혼이 허위신고였음이 드러나게 만들었고, 울스턴크래프트와 고드윈은 평판이 실추되어 많은 친구를 잃었다. 고드윈은 『정치적 정의에 관한 고찰』에서 결혼제도의 철폐를 주장한 바 있기에 더욱 욕을 먹었다. 1797년 3월 29일, 고드윈과 울스턴크래프트 부부는 런던 서북부 소머스타운으로 이주했다. 고드윈이 아파트를 두 채 임대해서 부부는 독립적인 생활을 했고, 서신교환으로 의사소통했다. 모든 증거에 비추어 보아 두 사람의 생활은 행복하고 안정되었던 것으로 보인다. 그러나 너무 짧았다.

### 사망과 고드윈의 회고록

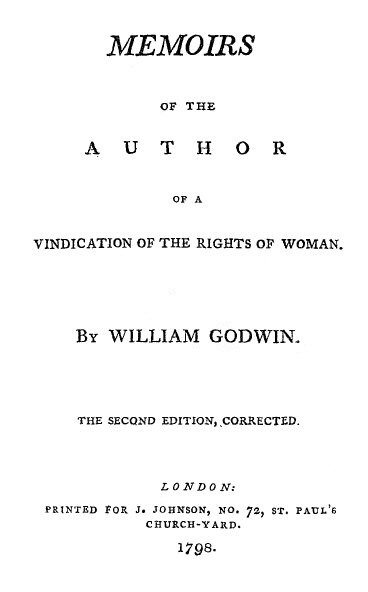
윌리엄 고드윈의 『여성의 권리 옹호의 저자에 관한 회고록』(1798년) 속표지.

1797년 8월 30일, 울스턴크래프트는 둘째딸 메리를 낳았다. 처음에는 산후조리가 괜찮게 되는 것 같았으나, 출산 당시 태반이 파열되었고 그리로 감염이 일어났다. 산욕열은 18세기 여성들에게 매우 흔했으며 또한 목숨을 위협하는 병이었다. 며칠간 극도의 고통에 시달린 끝에 울스턴크래프트는 패혈증으로 9월 10일 사망했다. 향년 38세. 고드윈은 큰 충격을 받았다. 시신은 세인트팽크라스 구교회 묘지에 안장되었다. 묘비에는 이렇게 적혔다.
| “ | 메리 울스턴크래프트 고드윈, 『여성의 권리 옹호』의 저자. 1759년 4월 27일 생, 1797년 9월 10일 몰 | ” |
|   | —                                                                                               |   |

1789년 1월, 고드윈은 『여성의 권리 옹호의 저자에 관한 회고록』을 출간했다. 고드윈은 아내에 대한 사랑과 존경의 마음을 담아서 회고록을 썼지만, 독자들은 이 책을 통해 울스턴크래프트의 사생아, 자유연애, 자살기도 같은 것을 알고 충격을 받았다. 낭만주의 시인 로버트 사우디는 고드윈이 “죽은 처의 시체를 발가벗겼다”고 비난했고 『성을 벗은 여성』 따위 풍자서들도 나돌아다녔다. 고드윈의 회고록은 19세기 내내 울스턴크래프트에 관한 독해에 영향을 미쳤다.
1851년 울스턴크래프트의 외손자 퍼시 플로렌스 셸리가 외할머니의 유해를 발굴하여 본머스 세인트피터스 교회의 가족묘역에 이장했다. 울스턴크래프트의 묘는 묘역의 동북쪽, 존 손의 무덤 바로 북쪽에 있다. 남편 고드윈은 1836년 사망해 울스턴크래프트 곁에 묻혔고, 고드윈의 두 번째 아내 메리 제인 고드윈(1766년-1841년)도 죽고 그 곁에 묻혔다.

## 영향
울스턴크래프트의 유산이 평가받는 방식은 시간이 지남에 따라 변화해 왔다. 2002년 코라 카플란(Cora Kaplan)이 표현한 바에 따르면 이는 "별난(curious)"일이다. 울스턴크래프트는 여러 분야에 능통했던 저술가이자 활동가였으나, 지난 사반세기에 이르기까지 울스턴크래프트의 저술보다는 삶에 관한 독해만이 주로 이루어져왔다. 고드윈의 회고록이 불러온 후폭풍으로 인해 울스턴크래프트의 평판은 이후 근 100년간 땅에 떨어진 걸레짝이 되었다. 여류아동문학가 마리아 에지워스는 소설 작품 『벨린다』에서 해리엇 프리크(Harriet Freke)라는 부정적 인물을 등장시키고 거기에 울스턴크래프트를 투영시켜 비난했다. 에지워스 뿐 아니라 메리 헤이스, 샬럿 터너 스미스, 패니 버니, 제인 웨스트 등 많은 여류작가들이 비슷한 등장인물을 창조했는데, 그들의 예상독자인 아동청소년에게 “도덕적 교훈”을 주기 위함이었다. 즉 울스턴크래프트는 그들에게 비도덕적 여성의 전형으로 받아들여졌던 것이다. 헤이스는 개인적으로 울스턴크래프트의 가까운 친구로, 울스턴크래프트가 죽어갈 때 간병까지 해준 사이였음에도 그러했다.
당대의 동료들과 달리 울스턴크래프트를 도덕적으로 규탄하지 않은 여류작가가 단 한 명 있는데, 바로 제인 오스틴이다. 오스틴은 울스턴크래프트의 이름을 직접적으로 언급한 적은 한 번도 없지만, 오스틴의 소설 상당수는 울스턴크래프트에게 우호적인 암시를 품고 있다. 미국의 영문학자 앤 코스텔라네츠 멜러는 오스틴의 작품에서 다양한 예시들을 보여준다. 『오만과 편견』의 악역 위컴은 울스턴크래프트가 비판한 소위 상비군적 인간군상의 전형이고, 주인공 엘리자베스 베넷이 “여성적 성취(female accomplishments)”를 풍자적으로 규탄하는 대목은 울스턴크래프트가 『권리 옹호』들에서 사용한 화법과 통하고 있다. 여성이 감성과 이성 사이에서 균형을 잡아야 한다는 『이성과 감성』의 당위명제는 울스턴크래프트의 소설 『메리, 한 편의 소설』의 주제의식을 계승하는 것이다. 『맨스필드 공원』에서 오스틴이 여성에 대한 영국 사회의 대접이 도덕적으로 노예제와 다를 바 없다고 동치시키는 것도 울스턴크래프트의 단골 주장 중 하나였다. 『설득』에서는 주인공 앤 엘리엇이 자기 아버지 엘리엇 준남작보다 영지를 더 잘 관리하고 유능한 모습을 보여주는데, 이 역시 울스턴크래프트 테제와 공명한다.
버지니아 사피로에 따르면, 19세기에는 울스턴크래프트의 비판자들이 분별 있는 여성이라면 울스턴크래프트의 글을 읽지 말아야 한다고 암시하거나 대놓고 주장했기에 그의 저작들이 거의 읽히지 못했다. 하지만 『여성의 권리 옹호』는 영국에서는 1840년대에, 미국에서는 1830년대, 1840년대, 1850년대에 재판이 간행되었다. 비록 읽은 사람은 적었으나, 읽은 이들은 울스턴크래프트의 다대한 영향을 받았다. 엘리자베스 배릿 브라우닝은 12살 때 『여성의 권리 옹호』를 읽었고, 서사시 『오로라 리』에서 울스턴크래프트의 교육에 관한 확고한 관점을 반영하게 되었다. 루크레티아 모트와 엘리자베스 케이디 스탠턴은 1840년 런던에서 열린 세계 반노예제 대회에서 만나게 되었는데, 서로가 울스턴크래프트 독자라는 것을 알게 된 뒤 의기투합했다. 이들의합작은 세계 최초의 여권집회인 1848년 세네카폴스 대회로 이어지게 된다. 평론가 조지 엘리엇 역시 울스턴크래프트 독자였다. 1855년 엘리엇은 여성의 권리와 역할에 관한 글을 쓰면서 울스턴크래프트와 마거릿 풀러를 비교했다. 풀러는 외부자(미국인)로서 대륙에서 일어난 주세페 마치니의 로마 혁명을 직접 목격하고 참여한 여성 언론인이었다. 그 삶의 궤적이 지난 세기 영국인으로서 프랑스 대혁명을 목격하고 참여했던 울스턴크래프트와 상당히 비슷한 셈이었는데, 결혼하지 않고 아이를 낳은 것까지 비슷했다. 또한 1870년대에는 샬럿 메리 용이 울스턴크래프트의 동화들을 번안했다.
영국의 여성선거권 운동이 일어나면서 울스턴크래프트는 본격적으로 재발굴되었다. 1879년 찰스 키건 폴이 울스턴크래프트의 임레이에게 보내는 편지들을 복간하면서 울스턴크래프트의 복권을 시도한 것이 그 최초였다. 엘리자베스 로빈스 페넬이 쓴 최초의 울스턴크래프트 평전이 그 뒤를 따랐다. 페넬의 평전은 1884년 로버츠 브라더스 출판의 "유명한 여성들" 총서에 포함되어 출간되었다. 1892년에는 『여성의 권리 옹호』 100주년 기념판이 나왔고 서프러지스트(여성선거권 운동 온건파)이자 전국여성선거권운동단체연합 총재를 역임한 밀리센트 개릿 포셋이 그 서문을 썼다. 이 서문에서 포셋은 울스턴크래프트의 오명을 세탁하고 울스턴크래프트가 선거권 요구운동의 선구자 어머니(foremother)라고 주장했다. 1898년이 되자 울스턴크래프트를 주제로 한 박사논문과 단행본이 나오게 되었다.
근대 여성주의 운동이 도래하면서 버지니아 울프나 엠마 골드만 같은 정치적으로 상이한 여성들이 울스턴크래프트의 삶을 제각기 독해하게 된다. 1929년, 울프는 울스턴크래프트의 저술, 주장, 실험적 인생이 불멸의 것이며, 그가 여전히 “살아서 주장하고 실험하며 우리는 그의 목소리를 듣고 산 자들 사이에서 그의 영향을 추적한다”고 썼다. 그러나 울스턴크래프트의 사생활에 관한 매도는 여전히 계속되었다.
1960년대 학계에 여성주의 문학평론이 등장하면서 울스턴크래프트의 저작들이 다시금 중요하게 부상했다. 이것은 북미 여성주의 운동의 제2물결과 동기화된 것이었다. 예컨대 1970년대 초에 나온 주요한 울스턴크래프트 평전 6개는 모두 울스턴크래프트의 열정적인 삶과 그의 급진적이고 합리적인 의제들이 동격(in apposition)이라고 결론내리곤 했다. 1979년의 여성주의 설치미술 작품 《디너파티》에 울스턴크래프트에게 바쳐진 자리도 있었다. 한편 1980년대-1990년대에는 울스턴크래프트를 당대 시대의 맥락에서 읽으려는 시도가 새로이 출현했다. 예컨대 클라우디아 존슨, 케리 켈리, 버지니아 사피로 같은 학자들은 울스턴크래프트의 사상과 18세기의 다른 사상들, 예컨대 감성, 경제, 정치 같은 것들의 연속성을 밝히려고 노력했다.
울스턴크래프트는 오늘날까지 심지어 학계 밖에서도 영향을 미치고 있다. 이슬람교를 배교하고 비판자로 전향, 이슬람권의 여성 문제를 특히 비판해오고 있는 아얀 히르시 알리는 2006년 출간한 자서전 『불신자』에서 『여성의 권리 옹호』를 언급하면서 자신이 “여성들에게 그들이 남성들과 같은 이성적 능력을 가지고 있으며 같은 권리를 누려야 마땅하다고 말해준 선구적 여성주의 사상가 메리 울스턴크래프트의 영향을 받”았다고 밝혔다. 2011년 『진짜 여자가 되는 법』으로 베스트셀러 작가가 된 케이틀린 모란은 『뉴요커』 인터뷰에서 스스로를 “반쯤 울스턴크래프트(half Wollstonecraft)”라고 설명하기도 했다. 노벨 경제학상 수상자이자 아시아권의 실종여성 문제를 처음 공개적으로 문제제기한 아마르티아 센은 『정의의 개념』에서 정치철학자로서의 울스턴크래프트를 여러 차례 호출한다.
울스턴크래프트에게 헌정된 기념패가 여러 개 세워져 있다.

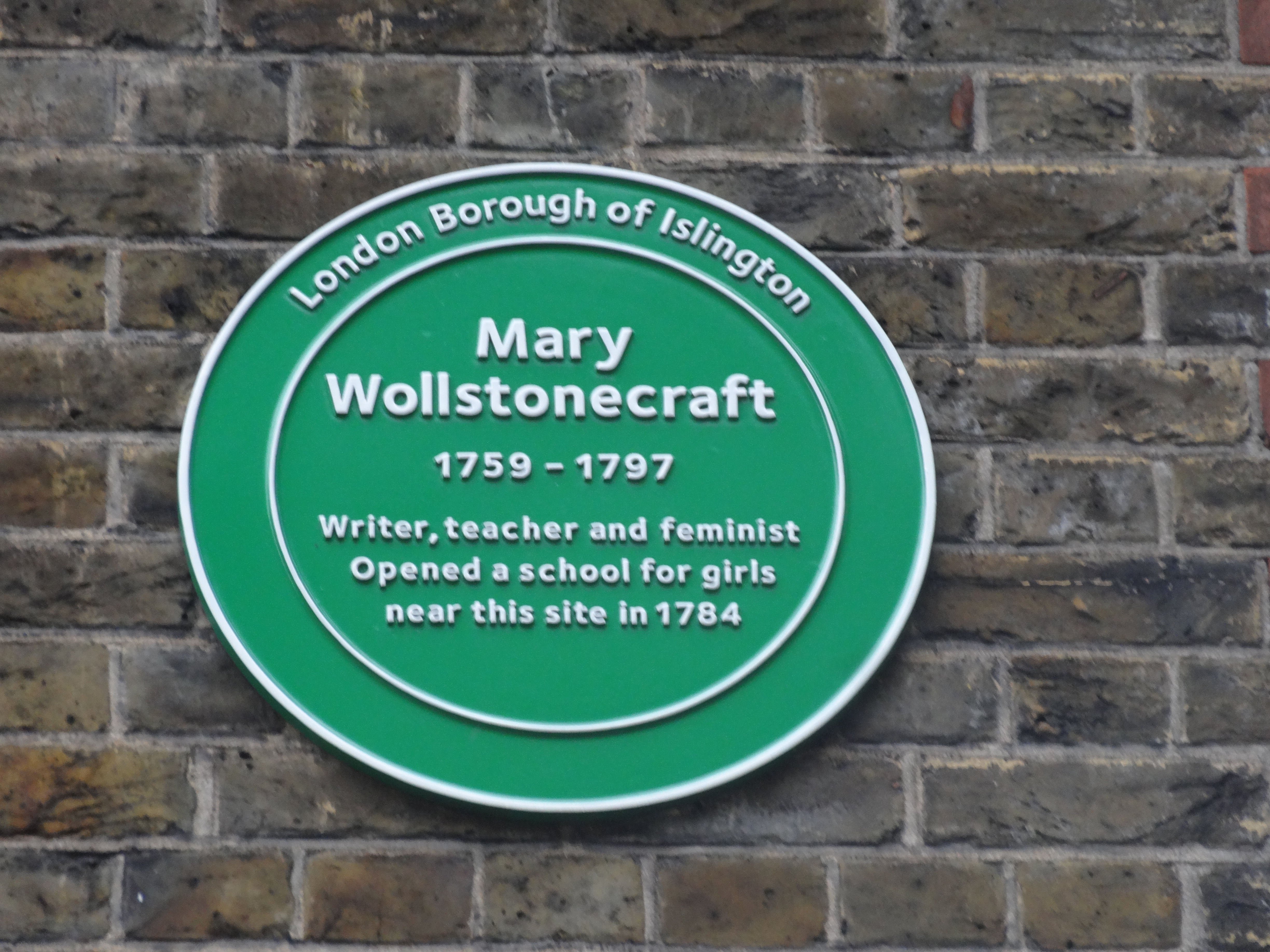
울스턴크래프트 자매와 패니 블러드가 세운 학교 터 근처에 위치한 뉴잉턴그린 초등학교에 설치된 그린플라크. 2011년 제막.
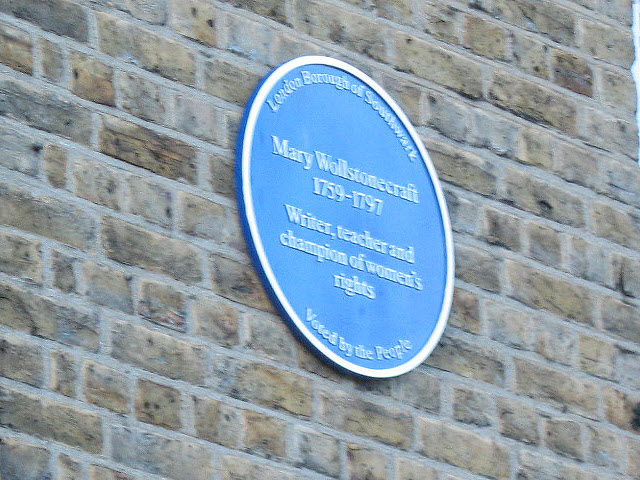
울스턴크래프트가 1788년부터 살았던 돌벤가 45번지에 설치된 블루플라크. 2004년 제막.
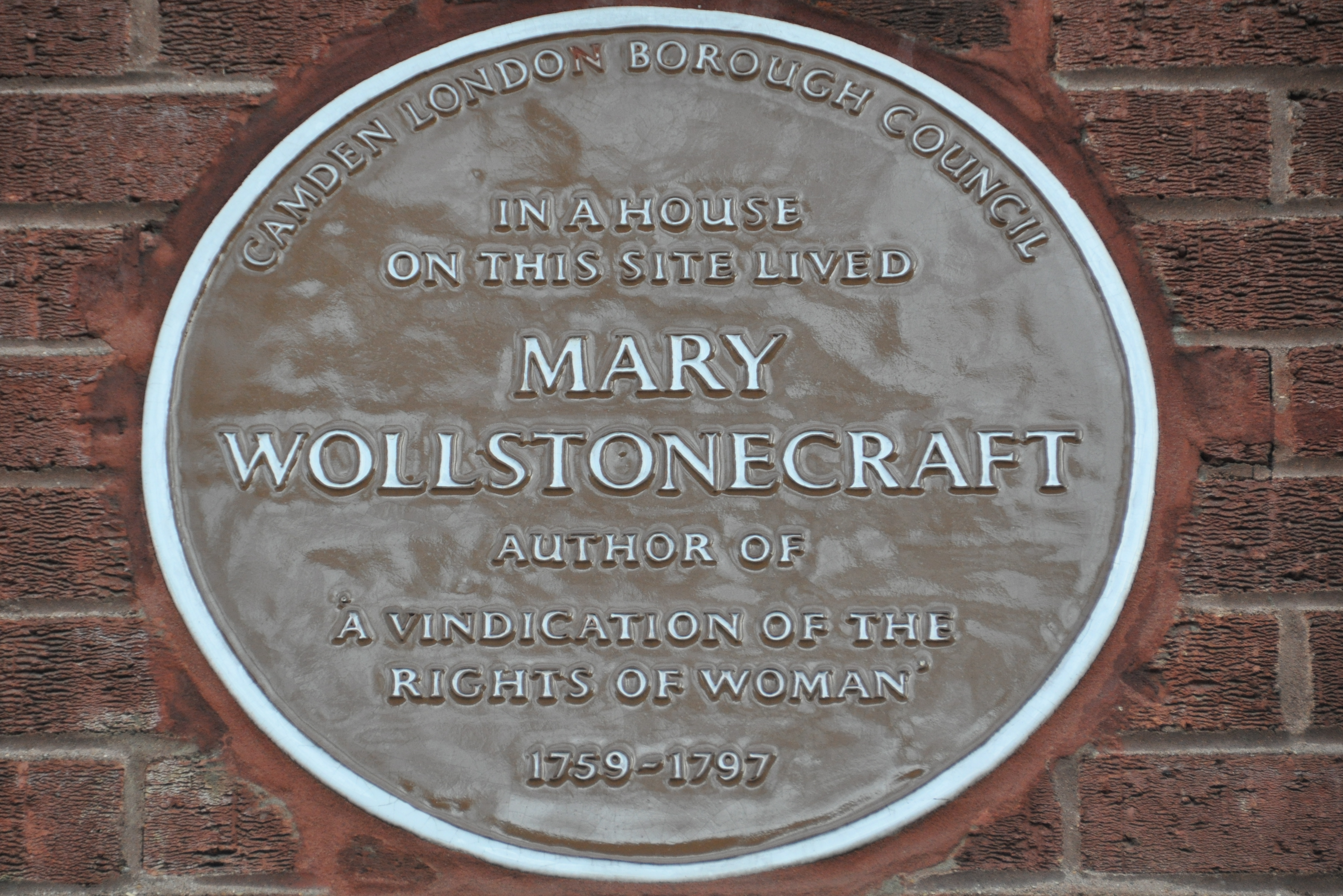
울스턴크래프트가 죽기 직전에 살았던 소머스타운 집 터 근처에 설치된 플라크.

## 대표 저작

### 교육학

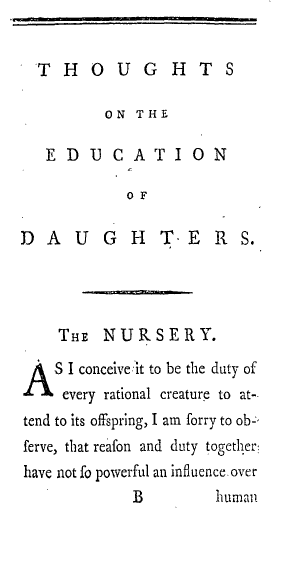
『딸들의 교육에 관한 성찰』 초판(1787년) 첫쪽 속표지

울스턴크래프트의 초기 저술 대부분은 교육에 관한 것이다. 그는 “어린 여성의 계발을 위한” 초록들을 모아 『여성독자』라는 선집을 만들었고, 아동용 책 편(마리아 거르트루디아 판 데 베르켄 데 캄본의 『어린 그랜디슨』과 크리스티안 고트힐프 잘츠만의 『도덕성 제요』)을 번역하기도 했다. 울스턴크래프트 자신도 이 주제에 관한 책을 썼다. 자신이 쓴 지도서 『딸들의 교육에 관한 성찰』(1787년)과 아동문학 『실생활 속의 새로운 이야기들』(1788년)에서 울스턴크래프트는 아동들에게 중산층 기풍을 함양하는 교육을 해야 한다고 주장했다. 울스턴크래프트가 말한 중산층의 기풍이란 자기수양, 정직성, 검소함, 사회적 자족감을 일컫는다. 두 책 모두 아동에게 사유하는 방법을 가르쳐야 함을 강조하며, 이는 울스턴크래프트가 17세기 교육철학자 존 로크에게 중요한 영향을 받았음을 보여준다. 그러나 종교적 신앙과 생득적 감정을 강조한 것은 로크에게서 벗어나는 점이며 18세기 말 유행한 감성 담론과의 연결고리가 된다. 또한 두 저서 모두 여성의 교육을 주장한다는 공통점을 가지고 있으며, 이는 울스턴크래프트가 살던 당대에는 논쟁적인 주제였다. 이 문제는 『여성의 권리 옹호』로 대표되는 울스턴크래프트의 경력 내내 반복된다. 울스턴크래프트는 여성이 양질의 교육을 받아야 현모양처가 될 수 있으며 궁극적으로는 국가에 긍정적 기여를 할 수 있다고 주장했다.

### 권리 옹호

#### 인간의 권리 옹호
에드문드 버크가 입헌군주제, 귀족제, 잉글랜드 성공회를 옹호하고 또 울스턴크래프트의 친구 리처드 프라이스 목사(유니테리언)를 공격하는 내용의 책 『프랑스 혁명의 성찰』(1790년)을 출간했다. 이에 대한 반박서로 울스턴크래프트는 『인간의 권리 옹호』(1790년)를 써 귀족제를 공격하고 공화제를 옹호했다. 울스턴크래프트의 대응은 소위 혁명 논쟁이라는 서간 전쟁의 시작이 되었고, 토머스 페인의 『인간의 권리』(1792년)가 나오면서 혁신주의자 및 급진주의자의 목소리는 더욱 높아졌다.
울스턴크래프트는 군주제와 특권세습제 뿐 아니라 그것을 옹호하기 위해 버크가 사용한 언어도 공격했다. 『성찰』의 한 유명한 구절에서 버크는 이렇게 말했다. “그녀[마리 앙투아네트]를 위협하며 욕보인 그 시선 하나만의 죄값을 치르게 하기 위해서도 1만 자루의 검이 칼집에서 흘러나와야 하리라 생각하였다. 그러나 기사의 시대는 지나가 버린 것이다.” 버크의 공격자 대부분은 버크가 프랑스 왕비의 죽음에 연극적인 애사를 바치는 것을 개탄하고 진정 동정의 대상이 되어야 하는 것은 민중들이어야 한다는 논조를 주로 택하였다. 한편 울스턴크래프트는 버크의 성별편향된 언어를 공격했다는 점에서 독특했다. 버크가 『숭고와 미에 관한 우리의 생각 속으로의 철학적 탐구』(1756년)에서 다루었던 주제인 숭고와 미(美)를 울스턴크래프트는 자기 식으로 재정의하면서 그의 주장과 수사를 모두 공격했다. 버크는 미를 약함과 여성성과 결부시킨 반면 숭고는 강함과 남성성과 결부시켰다. 울스턴크래프트는 그 정의를 그대로 버크에게 돌려서, 그의 연극적인 미사여구는 버크의 독자들(즉 시민들)을 보이는 것에 휘둘리는 나약한 여자들로 만든다고 비꼬았다. 이는 울스턴크래프트의 최초의 여성주의적 논설임과 동시에, 울스턴크래프트학자 클라우디아 L. 존슨의 주장에 따르면 그 힘은 다른 말들의 추종을 불허하는 경지에 남아있다, 울스턴크래프트는 불평등 사회를 옹호하는 버크의 태도가 여성의 수동성에 기반하고 있다고 고발한 것이다.
공화주의를 옹호하면서 울스턴크래프트는 악덕에 물든 귀족적 예절을 대신할 수 있는 존재로 중산층의 기풍을 언급했다. 계몽주의 사상가들의 영향을 받은 울스턴크래프트는 진보의 가치를 믿었으며 전통과 관습에 천착하는 버크를 조롱했다. 울스턴크래프트는 합리를 이야기하며 버크의 세상은 노예제를 지속시킬 것이며, 그 이유는 너무나 간단하게도 그것이 고래의 전통이기 때문이라고 했다.
『인간의 권리 옹호』는 울스턴크래프트 최초의 정치적 저술이며, 또한 울스턴크래프트 최초의 여성주의 저술이다. 존슨은 울스턴크래프트가 『인간의 권리 옹호』의 후반부를 쓰면서 자신의 나머지 경력 동안 매달릴 주제가 무엇인지 발견한 것 같다고 말한 바 있다. 또한 이 작품으로 울스턴크래프트는 이름난 작가로 성공하였다.

#### 여성의 권리 옹호
『여성의 권리 옹호』는 최초의 여성주의 철학서로 평가받는 책이다. 이 책에서 울스턴크래프트는 여성은 자신의 사회적 지위에 걸맞는 교육을 받을 의무가 있으며 그리함으로써 자신의 지위를 재정의할 수 있다고 논했다. 또한 여성은 국가의 필수적 요소인데, 왜냐하면 국가의 후세대인 아동을 양육하는 것이 그들이고 또한 그들은 남편의 "아내"로 머무르지 않고 "동지"가 될 수 있는 가능성이 있기 때문이다. 여성을 사회의 장식품 또는 결혼이라는 거래를 통해 주고받는 재산으로 파악하지 않고, 울스턴크래프트는 여성 역시 남성과 동등한 기본권을 가지는 인간이라고 주장했다. 『여성의 권리 옹호』 중 많은 부분이 제임스 포다이스나 존 그레고리 같은 규범서 작가들, 그리고 장자크 루소 같은 여성의 교육권을 부정한 교육철학자들에 대한 분노어린 독설로 가득하다. 루소는 『에밀』에서 여성의 교육은 남성의 쾌락을 위해서만 이루어져야 한다고 주장한 바 있다.

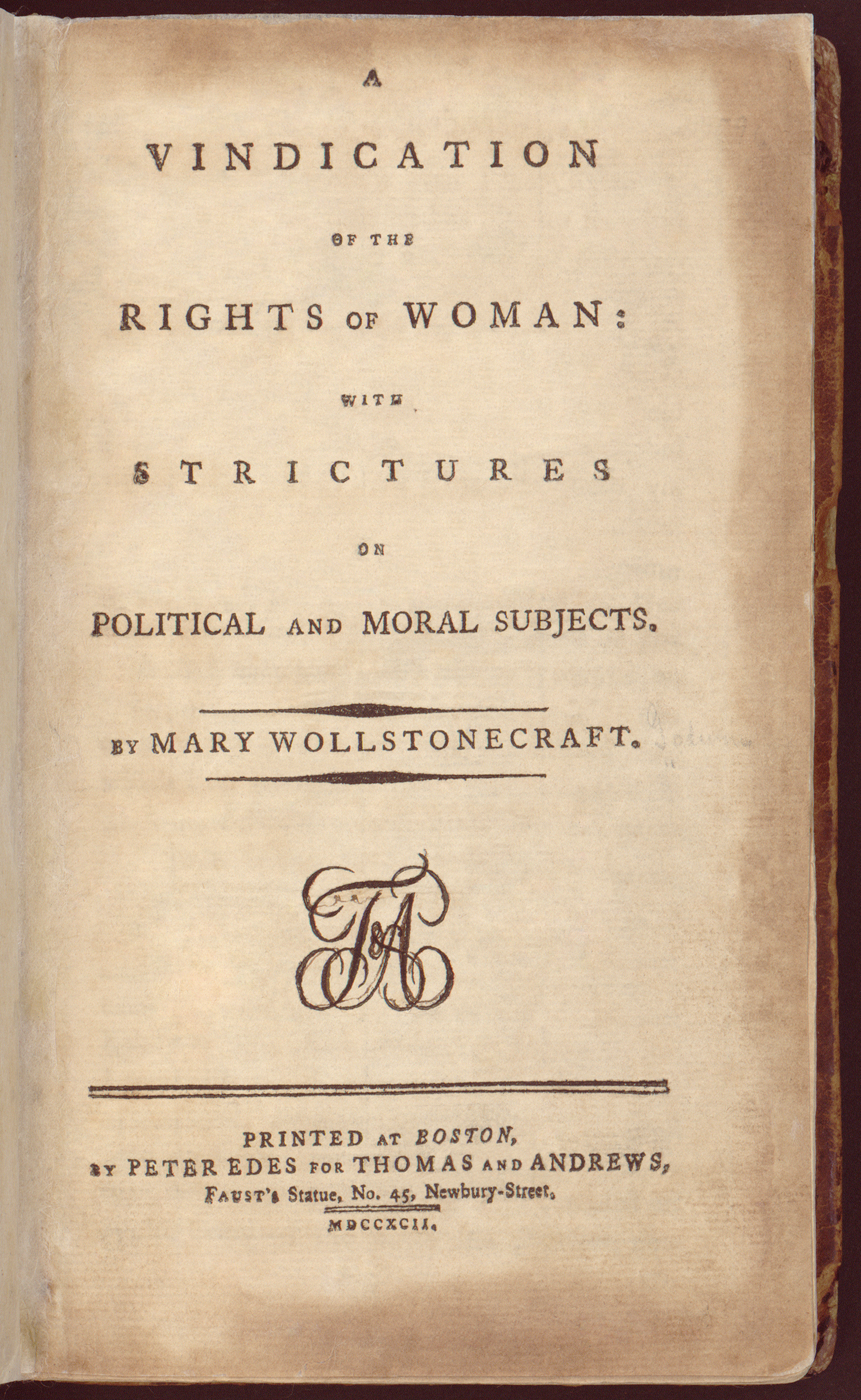
『여성의 권리 옹호』 미국판 초판 속표지.

울스턴크래프트는 현재의 많은 여성들이 어리석고 천박하다는 것을 우선 인정한다. 울스턴크래프트는 그런 당대 여성들을 "스패니얼"이나 "장난감" 같은 존재들이라 말한다. 하지만 그것은 여성의 심신이 선천적으로 미약하기 때문이 아니며, 남성들이 여성의 교육에 대한 접근을 차단했기 때문이라고 주장한다. 울스턴크래프트는 여성의 교육 부족이 그들을 어떤 처지에 몰아넣고 있는지 열성적으로 설명하며 가로되, “유아기 때부터 아름다움이야말로 여자의 홀이라고 가르침받게 됨으로써, 그들의 정신은 육체에 스스로를 맞추게 되고, 도금된 새장 안을 기어다니며 그 감옥을 치장하는 데만 골몰하게 되는 것이다.” 그러면서 여성들이 어려서부터 아름다움을 추구하라는 격려가 없어지고 대신 외부적 성취를 추구하도록 가르친다면 여성들은 더 많은 성취를 이룰 수 있을 것이라 주장한다.
울스턴크래프트는 양성이 삶의 특정한 부분, 예컨대 도덕성 같은 것에서는 동등하다고 주장하지만, 남녀가 모든 면에서 완전히 동등하다고 명백하게 논한 적은 없다. 울스턴크래프트가 주장한 바는 남자나 여자나 신의 눈으로 보았을 때는 다 같다는 것이었다. 하지만 이런 주장은 남성적인 힘과 용기의 우월성을 인정하는 그의 언설과는 모순되는 것처럼 보인다. 울스턴크래프트는 이 문제에 관해 이렇게 애매모호하게 말한다. “내가 세상의 질서를 뒤집고 싶어한다고 결론내지는 말아주었으면 한다. 남성들은 그 신체의 구조상 더 큰 미덕을 획득하도록 섭리에 의해 설계된 것 같다고 나는 이미 인정한 바 있다. 하지만 전체 성별을 집합적으로 말할 때에 있어서는 양성의 성질에 따라 양성의 미덕이 다를 것이라고 결론내리는 추론을 받아들일 수 없다. 사실 미덕이 유일영원한 표준이라면 어떻게 그 둘이 다를 수 있겠는가? 그러므로 신이 존재한다고 말하는 것과 같이 양성의 미덕이 같은 방향을 향하고 있다는 입장을 고수하는 것이 나의 논리적은 귀결이다.” 양성의 동등성에 관한 울스턴크래프트의 불명료한 태도 때문에, 울스턴크래프트가 근대적 여성주의자로 분류될 수 있는지 판단하는 데는 어려움이 있다. 애초에 "여성주의", "여성주의자"라는 말 자체가 1890년대에 만들어진 것이기 때문이다.
울스턴크래프트가 『여성의 권리 옹호』에서 가장 혹독하게 비판하는 것 중 하나는 감성에 매몰되는 태도였고, 특히 여성들이 그런 태도를 갖는 것에 울스턴크래프트는 비판적이었다. 울스턴크래프트에 따르면 자신의 감성에 굴복하는 여성은 “매순간 감성의 돌풍에 잎새처럼 흩날릴 것”이요, 합리적인 사고를 할 수 없는 “감각의 먹이”에 불과하게 된다. 울스턴크래프트는 여성의 감성적 태도가 그들 자신에게 해로울 뿐 아니라 문명 전체에 해악이라고 주장했다. 감성에 휘둘리는 여성은 문명 개조(18세기 계몽시대에 유행했던 관념)에 기여할 수 있는 존재가 아니라 문명을 파괴하는 존재가 될 것이기 때문이다. 울스턴크래프트는 이성과 감성이 서로에게 독립적으로 행동하는 것이 아니며, 오히려 영향을 주고받으며 서로를 형성시키는 것이라고 생각했다.
이렇게 철학적 담론을 전개하는 한편, 울스턴크래프트는 그래서 여성들의 권리를 어떻게 보장할 것인지 구체적인 계획도 내놓는다. 『여성의 권리 옹호』 제12장 「국민교육」에서 울스턴크래프트는 모든 아동은 “국립 통학학교”에 다녀야 하며, 가정에서도 “가족의 사랑과 가정의 즐거움을 불어넣을” 가정교육이 행해져야 한다고 논한다. 물론 그 교육은 남자와 여자가 같은 교육을 받는 혼성교육이어야 한다. 남녀의 결혼은 “사회의 결속재”인 바, 그들의 교육 역시 같은 모델을 따라 행해져야 하기 때문이다.
울스턴크래프트는 자신의 책의 예상 독자를 중간계급으로 설정했다. 그는 중간계급이 “가장 자연스러운 상태”라고 여겼으며, 『여성의 권리 옹호』는 여러 모로 부르주아적 세계관에서 쓰여졌다. 겸손과 산업을 권장하며, 귀족의 쓸모없음을 공격한다. 하지만 울스턴크래프트가 딱히 빈자들의 편이었던 것은 아니다. 울스턴크래프트의 교육대계에서는 9세 이상의 빈민 아동들은 그 중 천재적인 아이들만 골라내서 부유층과 함께 교육받고, 나머지는 다른 학교에 격리시켜 가르쳐야 한다고 주장한다.

### 프랑스 혁명의 역사적 도덕적 관점
『프랑스 혁명의 역사적 도덕적 관점』은 1794년 런던에서 초판 간행되었다. 영국 역사학자 톰 퍼니스는 이 책이 울스턴크래프트의 저서 중 가장 과소평가되었다고 말한다(이 책은 거의 200년 뒤인 1989년에야 2판이 나왔다). 이 책이 이렇게 무시된 이유는 후대 사람들이 울스턴크래프트를 여성주의자로만 이해했고, 프랑스 혁명의 목격자로서는 독해하지 않았기 때문이다. 퍼니스는 『프랑스 혁명의 역사적 도덕적 관점』이 울스턴크래프트의 최고 작품이라고 단언하며 이런 과소평가가 유감스럽다고 논했다. 울스턴크래프트는 훈련된 역사학자는 아니었지만, 프랑스의 보통 사람들이 혁명에 어떻게 반응했는지를 일기, 편지, 문건들을 통해 생생하게 기록했고, 영국의 "히스테리적"인 반혁명 분위기에 적극적으로 대응하려 했다. 당시 영국에서는 혁명을 프랑스 나라 전체가 미쳐 돌아가는 광란의 도가니로 파악하고 있었다. 하지만 울스턴크래프트는 당시 영국 여론과 달리 혁명은 프랑스인들이 1789년에 한꺼번에 미쳐버려서 벌어진 것이 아니며, 일련의 사회적, 경제적, 정치적 상황들이 이런 식으로 해결될 수밖에 없는 위기로 1789년의 프랑스를 몰아넣었다고 주장했다. 울스턴크래프트는 자코뱅 정권과 공포정치를 규탄했지만, 동시에 혁명은 위대한 성과라는 입장을 고수했다. 그래서인지 『프랑스 혁명의 역사적 도덕적 관점』은 1789년 말에서 끝나고, 1793년-1794년 공포정치에 관해서는 쓰지 않고 있다.
에드먼드 버크는 『프랑스 혁명의 성찰』에서 1789년 10월 5일-6일 파리 여인들이 베르사유궁에서 프랑스 왕실을 끌어내 파리로 끌고 온 사건을 더러 “지옥에서 기어나온 복수의 여신들”이라고 했다. 반면 울스턴크래프트는 그 때 그 여인들은 그저 가족에게 먹일 빵이 없어서 분노한 평범한 아낙네들일 뿐이었다고 이야기한다. 버크는 마리 앙투아네트 왕비를 폭도 떼에게 희생당한 고귀한 왕족으로 이상화했지만 울스턴크래프트는 왕비를 색정적이고 위험한 모사꾼, 팜므 파탈로 묘사했다. 울스턴크래프트에 따르면 귀족정이 신봉하는 가치는 여성의 삶의 목적을 가문을 이을 아들을 생산하는 것으로 축소시킨다. 여성의 가치를 그 신체 일부에 불과한 자궁에 국한시키는 것은 여성을 타락시키는 것이다. 세상에 여왕(queen regnant)은 적고 왕비(queen consort)는 많음은 곧 귀족 여자가 세상에 영향력을 행사할 수 있는 수단이 남편이나 아들의 행동을 조종하는 것밖에 없음을 의미한다. 그러므로 여자의 정신과 인격이 아닌 몸뚱이의 가치를 강조하는 귀족적 가치관이 마리 앙투아네트를 무자비하고 요사스러운 여성으로 만든 것이니, 왕비는 앙시앵 레짐에 의해 타락당한 여성이요 동시에 세상을 타락시키는 여성인 것이다.

### 장편소설
울스턴크래프트는 『메리』와 『마리아』라는 장편소설을 썼다. 두 소설 모두 울스턴크래프트의 결혼제도에 관한 관점을 드러내고 있다. 울스턴크래프트는 결혼이 부권제적 제도이며 여성에게 파괴적인 영향을 미친다고 보았다. 1788년작 『메리』는 제목과 이름이 같은 주인공이 경제적인 이유로 사랑하지 않는 남자와 결혼하게 되는 이야기다. 메리는 낭만적 우정관계에 있는 친구 두 명과 교유하면서 외로움과 욕망을 달래는데, 이 친구들은 한 명은 여자고 한 명은 남자다. 『마리아』는 미완성작이며 1798년 사후 출간되었다. 『마리아』는 울스턴크래프트의 가장 급진적인 여성주의 작품으로 꼽힌다. 주인공 마리아는 남편에 의해 정신병원에 강제입원 당한 신세다. 메리와 마찬가지로 마리아는 결혼을 외도함으로써 삶의 이유를 찾는데, 그 상대들은 자신처럼 정신병원에 갇힌 다른 수감자, 그리고 자신을 감시하는 시녀다. 『여성의 권리 옹호』에서는 결혼관계를 어쩔 수 없는 현실로 인정하고 있지만, 울스턴크래프트의 소설 두 편은 모두 결혼을 이렇듯 끔찍한 것으로 묘사하고 있다. 『메리』는 죽어가는 주인공이 “결혼도, 결혼에의 굴복도 없는 세상”을 꿈꾸면서 끝난다.
또한 이 두 소설에서도 『여성의 권리 옹호』와 마찬가지로 감성에 대한 적대적 태도가 드러난다. 『메리』는 그 자체로 한 편의 감수성 소설이라고 할 수 있는데, 울스턴크래프트는 만연한 감상주의를 약화시키기 위해 감상주의 장르의 문법을 사용하는 시도를 한 것이다. 울스턴크래프트는 감상주의가 여성들이 감정에 과잉의존하게 함으로써 여성을 파괴한다고 믿었다. 『마리아』에서는 주인공이 낭만적 판타지를 도락하는 것이 특히 해로운 것으로 묘사되고 있다.
두 소설 모두 여성 동반자가 등장해 중요한 역할을 한다. 그 중에서도 『마리아』의 마리아와 시녀 제미마의 관계가 역사적으로 유의미한 것으로 평가된다. 이 두 사람의 관계는 기본적으로 동정에 기반한 모성애 같은 것이지만, 동시에 상층계급 여성과 하층계급 여성의 교감을 다룸으로써 여성주의 문학사상 최초로 계급간 담론의 실마리를 제공했다는 평가를 받는다. 그 실마리란 다름이 아니라 경제적으로 상이한 처지에 있는 여성들도 그저 그들이 같은 여성이라는 이유만으로 공동의 관심사를 공유할 수 있다는 개념이다.

### 스웨덴, 노르웨이, 덴마크에서 쓴 편지

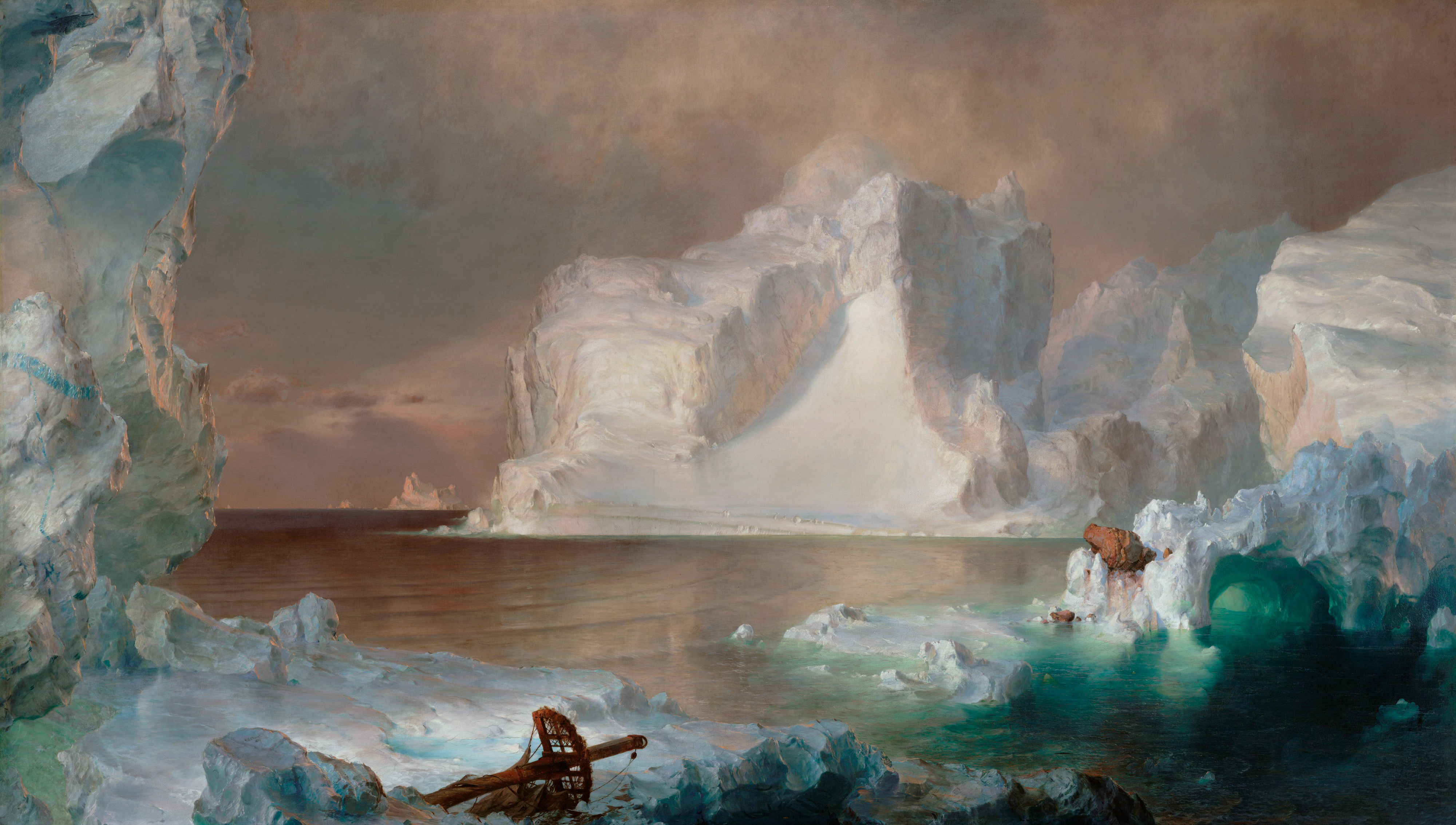
프레드릭 에드윈 처치의 1861년 그림 〈빙산들〉. 숭고미적 미학을 보여준다.

『스웨덴, 노르웨이, 덴마크에서 쓴 편지』는 길버트 임레이에게 보낸 25편의 편지로 구성되어 있으며(단 본문에 임레이의 이름이 직접적으로 언급되지는 않는다), 본질적으로 그 내용은 기행문이라고 할 수 있다. 다루고 있는 내용은 스칸디나비아의 사회상과 인물상, 정체성 질문, 임레이와의 관계에 관한 사색 등 다양하다. 숭고미적 수사법을 이용해 울스턴크래프트는 자신과 사회의 관계를 탐구한다. 울스턴크래프트는 루소의 영향을 많이 받았고, 이 여행기도 루소의 1782년작 『고독한 산책가의 몽상』과 주제들을 공유하고 있다. 그 주제들이란 인간 행복의 근원에 대한 탐색, 물질적 소유에 대한 금욕적 거부, 자연의 황홀함, 이해에 있어 필수적 역할 같은 것들이다. 다만 루소는 그래서 사회를 버리고 자연으로 돌아가자는 결론에 다다랐다면, 울스턴크래프트는 목가적 풍경과 산업의 발달을 모두 찬양하고 있다.
울스턴크래프트는 주체적 경험을 옹호하는데, 자연과의 관계에서 특히 그것을 강조하면서 숭고미와 감성 사이의 관계를 탐구한다. 많은 편지들은 스칸디나비아의 숨막히는 비경의 묘사와 그 자연과 감정적 연결점을 만들고 싶은 울스턴크래프트의 욕구 토로에 할애되어 있다. 이 과정에서 울스턴크래프트는 다른 작품들에서와는 달리 상상력의 가치를 크게 인정한다. 물론 초기 저술과 마찬가지로 여기서도 울스턴크래프트는 여성의 해방과 교육의 대전사를 자처한다. 다만 그러면서 상업이 사회에 끼치는 해로움에 관해 논하는데, 세계와의 창의상상적인 연결을 돈만 추구하는 상인·용병적 사고방식과 대조하고 있다. 후자의 부정적인 속성을 울스턴크래프트는 임레이와 연관짓곤 했는데, 임레이의 물욕은 울스턴크래프트가 그와의 재결합을 단념한 이유기도 했다.
『스웨덴, 노르웨이, 덴마크에서 쓴 편지』는 1790년대에 울스턴크래프트의 책들 중 가장 인기가 좋았다. 판매도 잘 되었고 호의적인 비평도 받았다. 울스턴크래프트와 결혼한 윌리엄 고드윈은 상술했듯 이 책을 읽고 울스턴크래프트에게 반했다. 또한 울스턴크래프트의 기행문에서 다루는 주제나 미학은 윌리엄 워즈워스나 새뮤얼 테일러 쿨리지 같은 낭만주의 시인들에게도 영향을 끼쳤다.

## 가계도
| 존 레스브리지 (??-1815년)            | 존 레스브리지 (??-1815년)            | 존 레스브리지 (??-1815년)            | 존 레스브리지 (??-1815년)            | 존 레스브리지 (??-1815년)            | 존 레스브리지 (??-1815년)            |                                               |                                        |                                        |                                        |                                        |                                        | 메리 제인 비얼 클레어먼트 (1766년경-1841년)         | 메리 제인 비얼 클레어먼트 (1766년경-1841년)         | 메리 제인 비얼 클레어먼트 (1766년경-1841년)         | 메리 제인 비얼 클레어먼트 (1766년경-1841년)         | 메리 제인 비얼 클레어먼트 (1766년경-1841년)         | 메리 제인 비얼 클레어먼트 (1766년경-1841년)         |                                     |                                     |                                     |                                     |                                     |                                     | 윌리엄 고드윈 (1756년–1836년) 카타르열로 사망                                                       | 윌리엄 고드윈 (1756년–1836년) 카타르열로 사망                                                       | 윌리엄 고드윈 (1756년–1836년) 카타르열로 사망                                                       | 윌리엄 고드윈 (1756년–1836년) 카타르열로 사망                                                       | 윌리엄 고드윈 (1756년–1836년) 카타르열로 사망                                                       | 윌리엄 고드윈 (1756년–1836년) 카타르열로 사망                                                       |                                                 |                                                 |                                                 |                                                 |                                                 |                                                 | 메리 울스턴크래프트 (1759년–1797년) 산욕열로 사망 | 메리 울스턴크래프트 (1759년–1797년) 산욕열로 사망 | 메리 울스턴크래프트 (1759년–1797년) 산욕열로 사망 | 메리 울스턴크래프트 (1759년–1797년) 산욕열로 사망 | 메리 울스턴크래프트 (1759년–1797년) 산욕열로 사망 | 메리 울스턴크래프트 (1759년–1797년) 산욕열로 사망 |                                |                                |                                |                                |                                |                                | 길버트 임레이 (1754년경-1828년) | 길버트 임레이 (1754년경-1828년) | 길버트 임레이 (1754년경-1828년) | 길버트 임레이 (1754년경-1828년) | 길버트 임레이 (1754년경-1828년) | 길버트 임레이 (1754년경-1828년) |  |  |
| 존 레스브리지 (??-1815년)            | 존 레스브리지 (??-1815년)            | 존 레스브리지 (??-1815년)            | 존 레스브리지 (??-1815년)            | 존 레스브리지 (??-1815년)            | 존 레스브리지 (??-1815년)            |                                               |                                        |                                        |                                        |                                        |                                        | 메리 제인 비얼 클레어먼트 (1766년경-1841년)         | 메리 제인 비얼 클레어먼트 (1766년경-1841년)         | 메리 제인 비얼 클레어먼트 (1766년경-1841년)         | 메리 제인 비얼 클레어먼트 (1766년경-1841년)         | 메리 제인 비얼 클레어먼트 (1766년경-1841년)         | 메리 제인 비얼 클레어먼트 (1766년경-1841년)         |                                     |                                     |                                     |                                     |                                     |                                     | 윌리엄 고드윈 (1756년–1836년) 카타르열로 사망                                                       | 윌리엄 고드윈 (1756년–1836년) 카타르열로 사망                                                       | 윌리엄 고드윈 (1756년–1836년) 카타르열로 사망                                                       | 윌리엄 고드윈 (1756년–1836년) 카타르열로 사망                                                       | 윌리엄 고드윈 (1756년–1836년) 카타르열로 사망                                                       | 윌리엄 고드윈 (1756년–1836년) 카타르열로 사망                                                       |                                                 |                                                 |                                                 |                                                 |                                                 |                                                 | 메리 울스턴크래프트 (1759년–1797년) 산욕열로 사망 | 메리 울스턴크래프트 (1759년–1797년) 산욕열로 사망 | 메리 울스턴크래프트 (1759년–1797년) 산욕열로 사망 | 메리 울스턴크래프트 (1759년–1797년) 산욕열로 사망 | 메리 울스턴크래프트 (1759년–1797년) 산욕열로 사망 | 메리 울스턴크래프트 (1759년–1797년) 산욕열로 사망 |                                |                                |                                |                                |                                |                                | 길버트 임레이 (1754년경-1828년) | 길버트 임레이 (1754년경-1828년) | 길버트 임레이 (1754년경-1828년) | 길버트 임레이 (1754년경-1828년) | 길버트 임레이 (1754년경-1828년) | 길버트 임레이 (1754년경-1828년) |  |  |
|                                      |                                      |                                      |                                      |                                      |                                      |                                               |                                        |                                        |                                        |                                        |                                        |                                                     |                                                     |                                                     |                                                     |                                                     |                                                     |                                     |                                     |                                     |                                     |                                     |                                     | | | | | | |                                                 |                                                 |                                                 |                                                 |                                                 |                                                 |                                                   |                                                   |                                                   |                                                   |                                                   |                                                   |                                |                                |                                |                                |                                |                                |                                 |                                 |                                 |                                 |                                 |                                 |  |  |
|                                      |                                      |                                      |                                      |                                      |                                      |                                               |                                        |                                        |                                        |                                        |                                        |                                                     |                                                     |                                                     |                                                     |                                                     |                                                     |                                     |                                     |                                     |                                     |                                     |                                     | | | | | | |                                                 |                                                 |                                                 |                                                 |                                                 |                                                 |                                                   |                                                   |                                                   |                                                   |                                                   |                                                   |                                |                                |                                |                                |                                |                                |                                 |                                 |                                 |                                 |                                 |                                 |  |  |
| 메리 제인 클레어먼트 (1798년-1879년) | 메리 제인 클레어먼트 (1798년-1879년) | 메리 제인 클레어먼트 (1798년-1879년) | 메리 제인 클레어먼트 (1798년-1879년) | 메리 제인 클레어먼트 (1798년-1879년) | 메리 제인 클레어먼트 (1798년-1879년) |                                               |                                        |                                        |                                        |                                        |                                        | 조지 고든 바이런 (1788년-1824년) 열병으로 사망      | 조지 고든 바이런 (1788년-1824년) 열병으로 사망      | 조지 고든 바이런 (1788년-1824년) 열병으로 사망      | 조지 고든 바이런 (1788년-1824년) 열병으로 사망      | 조지 고든 바이런 (1788년-1824년) 열병으로 사망      | 조지 고든 바이런 (1788년-1824년) 열병으로 사망      |                                     |                                     |                                     |                                     |                                     |                                     | 윌리엄 고드윈 주니어 1803년-1832년                                                                  | 윌리엄 고드윈 주니어 1803년-1832년                                                                  | 윌리엄 고드윈 주니어 1803년-1832년                                                                  | 윌리엄 고드윈 주니어 1803년-1832년                                                                  | 윌리엄 고드윈 주니어 1803년-1832년                                                                  | 윌리엄 고드윈 주니어 1803년-1832년                                                                  |                                                 |                                                 |                                                 |                                                 |                                                 |                                                 |                                                   |                                                   |                                                   |                                                   |                                                   |                                                   | 패니 임레이 1794년-1816년 자살 | 패니 임레이 1794년-1816년 자살 | 패니 임레이 1794년-1816년 자살 | 패니 임레이 1794년-1816년 자살 | 패니 임레이 1794년-1816년 자살 | 패니 임레이 1794년-1816년 자살 |                                 |                                 |                                 |                                 |                                 |                                 |  |  |
| 메리 제인 클레어먼트 (1798년-1879년) | 메리 제인 클레어먼트 (1798년-1879년) | 메리 제인 클레어먼트 (1798년-1879년) | 메리 제인 클레어먼트 (1798년-1879년) | 메리 제인 클레어먼트 (1798년-1879년) | 메리 제인 클레어먼트 (1798년-1879년) |                                               |                                        |                                        |                                        |                                        |                                        | 조지 고든 바이런 (1788년-1824년) 열병으로 사망      | 조지 고든 바이런 (1788년-1824년) 열병으로 사망      | 조지 고든 바이런 (1788년-1824년) 열병으로 사망      | 조지 고든 바이런 (1788년-1824년) 열병으로 사망      | 조지 고든 바이런 (1788년-1824년) 열병으로 사망      | 조지 고든 바이런 (1788년-1824년) 열병으로 사망      |                                     |                                     |                                     |                                     |                                     |                                     | 윌리엄 고드윈 주니어 1803년-1832년                                                                  | 윌리엄 고드윈 주니어 1803년-1832년                                                                  | 윌리엄 고드윈 주니어 1803년-1832년                                                                  | 윌리엄 고드윈 주니어 1803년-1832년                                                                  | 윌리엄 고드윈 주니어 1803년-1832년                                                                  | 윌리엄 고드윈 주니어 1803년-1832년                                                                  |                                                 |                                                 |                                                 |                                                 |                                                 |                                                 |                                                   |                                                   |                                                   |                                                   |                                                   |                                                   | 패니 임레이 1794년-1816년 자살 | 패니 임레이 1794년-1816년 자살 | 패니 임레이 1794년-1816년 자살 | 패니 임레이 1794년-1816년 자살 | 패니 임레이 1794년-1816년 자살 | 패니 임레이 1794년-1816년 자살 |                                 |                                 |                                 |                                 |                                 |                                 |  |  |
|                                      |                                      |                                      |                                      |                                      |                                      |                                               |                                        |                                        |                                        |                                        |                                        |                                                     |                                                     |                                                     |                                                     |                                                     |                                                     |                                     |                                     |                                     |                                     |                                     |                                     | | | | | | |                                                 |                                                 |                                                 |                                                 |                                                 |                                                 |                                                   |                                                   |                                                   |                                                   |                                                   |                                                   |                                |                                |                                |                                |                                |                                |                                 |                                 |                                 |                                 |                                 |                                 |  |  |
|                                      |                                      |                                      |                                      |                                      |                                      | 알레그라 바이런 (1817년-1822년) 티푸스로 사망 |                                        |                                        |                                        |                                        |                                        |                                                     |                                                     |                                                     |                                                     |                                                     |                                                     |                                     |                                     |                                     |                                     |                                     |                                     | | | | | | |                                                 |                                                 |                                                 |                                                 |                                                 |                                                 |                                                   |                                                   |                                                   |                                                   |                                                   |                                                   |                                |                                |                                |                                |                                |                                |                                 |                                 |                                 |                                 |                                 |                                 |  |  |
|                                      |                                      |                                      |                                      |                                      |                                      |                                               |                                        |                                        |                                        |                                        |                                        |                                                     |                                                     |                                                     |                                                     |                                                     |                                                     |                                     |                                     |                                     |                                     |                                     |                                     | | | | | | |                                                 |                                                 |                                                 |                                                 |                                                 |                                                 |                                                   |                                                   |                                                   |                                                   |                                                   |                                                   |                                |                                |                                |                                |                                |                                |                                 |                                 |                                 |                                 |                                 |                                 |  |  |
|                                      |                                      |                                      |                                      |                                      |                                      | 해리엇 웨스트브룩 (1795년-1816년) 자살        | 해리엇 웨스트브룩 (1795년-1816년) 자살 | 해리엇 웨스트브룩 (1795년-1816년) 자살 | 해리엇 웨스트브룩 (1795년-1816년) 자살 | 해리엇 웨스트브룩 (1795년-1816년) 자살 | 해리엇 웨스트브룩 (1795년-1816년) 자살 |                                                     |                                                     |                                                     |                                                     |                                                     |                                                     | 퍼시 비시 셸리 (1792년-1822년) 익사 | 퍼시 비시 셸리 (1792년-1822년) 익사 | 퍼시 비시 셸리 (1792년-1822년) 익사 | 퍼시 비시 셸리 (1792년-1822년) 익사 | 퍼시 비시 셸리 (1792년-1822년) 익사 | 퍼시 비시 셸리 (1792년-1822년) 익사 | | | | | | | 메리 울스턴크래프트 고드윈 셸리 (1797년-1851년) | 메리 울스턴크래프트 고드윈 셸리 (1797년-1851년) | 메리 울스턴크래프트 고드윈 셸리 (1797년-1851년) | 메리 울스턴크래프트 고드윈 셸리 (1797년-1851년) | 메리 울스턴크래프트 고드윈 셸리 (1797년-1851년) | 메리 울스턴크래프트 고드윈 셸리 (1797년-1851년) |                                                   |                                                   |                                                   |                                                   |                                                   |                                                   |                                |                                |                                |                                |                                |                                |                                 |                                 |                                 |                                 |                                 |                                 |  |  |
|                                      |                                      |                                      |                                      |                                      |                                      | 해리엇 웨스트브룩 (1795년-1816년) 자살        | 해리엇 웨스트브룩 (1795년-1816년) 자살 | 해리엇 웨스트브룩 (1795년-1816년) 자살 | 해리엇 웨스트브룩 (1795년-1816년) 자살 | 해리엇 웨스트브룩 (1795년-1816년) 자살 | 해리엇 웨스트브룩 (1795년-1816년) 자살 |                                                     |                                                     |                                                     |                                                     |                                                     |                                                     | 퍼시 비시 셸리 (1792년-1822년) 익사 | 퍼시 비시 셸리 (1792년-1822년) 익사 | 퍼시 비시 셸리 (1792년-1822년) 익사 | 퍼시 비시 셸리 (1792년-1822년) 익사 | 퍼시 비시 셸리 (1792년-1822년) 익사 | 퍼시 비시 셸리 (1792년-1822년) 익사 | | | | | | | 메리 울스턴크래프트 고드윈 셸리 (1797년-1851년) | 메리 울스턴크래프트 고드윈 셸리 (1797년-1851년) | 메리 울스턴크래프트 고드윈 셸리 (1797년-1851년) | 메리 울스턴크래프트 고드윈 셸리 (1797년-1851년) | 메리 울스턴크래프트 고드윈 셸리 (1797년-1851년) | 메리 울스턴크래프트 고드윈 셸리 (1797년-1851년) |                                                   |                                                   |                                                   |                                                   |                                                   |                                                   |                                |                                |                                |                                |                                |                                |                                 |                                 |                                 |                                 |                                 |                                 |  |  |
|                                      |                                      |                                      |                                      |                                      |                                      |                                               |                                        |                                        |                                        |                                        |                                        |                                                     |                                                     |                                                     |                                                     |                                                     |                                                     |                                     |                                     |                                     |                                     |                                     |                                     | | | | | | |                                                 |                                                 |                                                 |                                                 |                                                 |                                                 |                                                   |                                                   |                                                   |                                                   |                                                   |                                                   |                                |                                |                                |                                |                                |                                |                                 |                                 |                                 |                                 |                                 |                                 |  |  |
|                                      |                                      |                                      |                                      |                                      |                                      |                                               |                                        |                                        |                                        |                                        |                                        | 1남 1녀 찰스 (1814년-1826년) 이안테 (1813년–1876년) | 1남 1녀 찰스 (1814년-1826년) 이안테 (1813년–1876년) | 1남 1녀 찰스 (1814년-1826년) 이안테 (1813년–1876년) | 1남 1녀 찰스 (1814년-1826년) 이안테 (1813년–1876년) | 1남 1녀 찰스 (1814년-1826년) 이안테 (1813년–1876년) | 1남 1녀 찰스 (1814년-1826년) 이안테 (1813년–1876년) |                                     |                                     |                                     |                                     |                                     |                                     | 2남 2녀 클라라 (1815년–1815년) 윌리엄 (1816년–1819년) 에버리나 (1817년–1818년) 퍼시 (1819년–1888년) | 2남 2녀 클라라 (1815년–1815년) 윌리엄 (1816년–1819년) 에버리나 (1817년–1818년) 퍼시 (1819년–1888년) | 2남 2녀 클라라 (1815년–1815년) 윌리엄 (1816년–1819년) 에버리나 (1817년–1818년) 퍼시 (1819년–1888년) | 2남 2녀 클라라 (1815년–1815년) 윌리엄 (1816년–1819년) 에버리나 (1817년–1818년) 퍼시 (1819년–1888년) | 2남 2녀 클라라 (1815년–1815년) 윌리엄 (1816년–1819년) 에버리나 (1817년–1818년) 퍼시 (1819년–1888년) | 2남 2녀 클라라 (1815년–1815년) 윌리엄 (1816년–1819년) 에버리나 (1817년–1818년) 퍼시 (1819년–1888년) |                                                 |                                                 |                                                 |                                                 |                                                 |                                                 |                                                   |                                                   |                                                   |                                                   |                                                   |                                                   |                                |                                |                                |                                |                                |                                |                                 |                                 |                                 |                                 |                                 |                                 |  |  |

## 같이 보기
- 소행성 90481 울스턴크래프트
- 메리 울스턴크래프트 연보

## 저서 목록
이하는 메리 울스턴크래프트의 모든 저서 목록이다. 모두 초판 기준이며 다른 언급(역자, 편집자 등)이 없을 시 울스턴크래프트가 저자이다.
- —. 『딸들의 교육에 관한 성찰: 여성의 품행에 비추어, 보다 중요한 인생의 의무에 관하여』(Thoughts on the Education of Daughters Thoughts on the Education of Daughters: With Reflections on Female Conduct, in the More Important Duties of Life[*]. 런던: 조지프 존슨, 1787년.
- —. 『메리, 한 편의 소설』(Mary: A Fiction. 런던: 조지프 존슨, 1788년.
- —. 『실생활 속의 새로운 이야기들: 애착을 조절하고 진실되고 선량한 정신을 형성하기 위한 계산된 대화들』(Original Stories from Real Life: With Conversations Calculated to Regulate the Affections and Form the Mind to Truth and Goodness). 런던: 조지프 존슨, 1788년.
- 네케르, 자크. 『종교적 의견의 중요성에 관하여』(Of the Importance of Religious Opinions). 메리 울스턴크래프트 역. 런던: 조지프 존슨, 1788년.
- —. 『여성독자: 또는 어린 여성의 계발을 위해 최고의 작가들 중에서 엄선하여 타당한 판단 하에 배치한 이것저것 다양한 산문 및 운문』(The Female Reader: Or, Miscellaneous Pieces, in Prose and Verse; selected from the best writers, and disposed under proper heads; for the improvement of young women. By Mr. Cresswick, teacher of elocution [Mary Wollstonecraft]. To which is prefixed a preface, containing some hints on female education. 런던: 조지프 존슨, 1789년.
- 데 캄본, 마리아 거트루디아 폰 데 베르켄. 『어린 그랜디슨. 젊은이가 그 친구들에게 쓰는 편지 연작』(Young Grandison. A Series of Letters from Young Persons to Their Friends). 메리 울스턴크래프트 역. 런던: 조지프 존슨, 1790년.
- 잘츠만, 크리스티안 고트힐프. 『아동을 위한 도덕성 제요: 부모를 위한 서설 첨부』(Elements of Morality, for the Use of Children; with an introductory address to parents). 메리 울스턴크래프트 역. 런던: 조지프 존슨, 1790년.
- —. 『존경스러운 에드문드 버크 선생에게 드리는 인간의 권리 옹호 서한』(A Vindication of the Rights of Men, in a Letter to the Right Honourable Edmund Burke). 런던: 조지프 존슨, 1790년.
- —. 『도덕적 정치적 대상으로서의 구조에 관한 여성의 권리 옹호』(A Vindication of the Rights of Woman with Strictures on Moral and Political Subjects). 런던: 조지프 존슨, 1792년.
- —. 「그레고리 박사가 그 여식들에게 남긴 구속을 통해 본 여성의 성적 특징에 관한 탁월한 의견」("On the Prevailing Opinion of a Sexual Character in Women, with Strictures on Dr. Gregory's Legacy to His Daughters"). New Annual Register (1792년): 457–466. [『여성의 권리 옹호』 중에서 발췌하여 재기고]
- —. 『프랑스 혁명의 역사적 도덕적 관점, 그리고 그것이 유럽에 미친 영향』(An Historical and Moral View of the French Revolution; and the Effect It Has produced in Europe). 런던: 조지프 존슨, 1794년.
- —. 『스웨덴, 노르웨이, 덴마크에서의 짧은 체류 동안 쓴 편지』(Letters Written during a Short Residence in Sweden, Norway, and Denmark). 런던: 조지프 존슨, 1796년.
- —. 「시, 그리고 자연의 미에 대한 우리의 기쁨에 관하여」("On Poetry, and Our Relish for the Beauties of Nature"). Monthly Magazine (1797년 4월).
- —. 「여성의 억울함 또는 마리아」("The Wrongs of Woman, or Maria"). 『여성의 권리 옹호 저자의 유고집』(Posthumous Works of the Author of A Vindication of the Rights of Woman). 윌리엄 고드윈 편. 런던: 조지프 존슨, 1798년. [미완성작; 사후 출판]
- —. 「공상의 동굴」("The Cave of Fancy"). 『여성의 권리 옹호 저자의 유고집』. 윌리엄 고드윈 편. 런던: 조지프 존슨, 1798년. [1787년 저술한 파편; 사후 출판]
- —. 「프랑스 국민성의 현 상태에 관한 서한」("Letter on the Present Character of the French Nation"). 『여성의 권리 옹호 저자의 유고집』. 윌리엄 고드윈 편. 런던: 조지프 존슨, 1798년. [1793년 저술; 사후 출판]
- —. 「유아 관리에 관한 편지의 파편」("Fragment of Letters on the Management of Infants"). 『여성의 권리 옹호 저자의 유고집』. 윌리엄 고드윈 편. 런던: 조지프 존슨, 1798년. [미완성작; 사후 출판]
- —. 「교훈」("Lessons"). 『여성의 권리 옹호 저자의 유고집』. 윌리엄 고드윈 편. 런던: 조지프 존슨, 1798년. [미완성작; 사후 출판]
- —. 「실마리」("Hints"). 『여성의 권리 옹호 저자의 유고집』. 윌리엄 고드윈 편. 런던: 조지프 존슨, 1798년. [『여성의 권리 옹호』 제2권에 쓰여진 메모. 장문으로 작성된 적은 없음; 사후 출판]
- —. 『분석평론』(Analytical Review)에 기고(1788년–1797년) [익명 기고]

## 참고 자료
- Butler, Marilyn, ed. Burke, Paine, Godwin, and the Revolution Controversy. Cambridge: Cambridge University Press, 2002. ISBN 0-521-28656-5.
- Wollstonecraft, Mary. The Collected Letters of Mary Wollstonecraft. Ed. Janet Todd. New York: Columbia University Press, 2003. ISBN 0-231-13142-9.
- Wollstonecraft, Mary. The Complete Works of Mary Wollstonecraft. Ed. Janet Todd and Marilyn Butler. 7 vols. London: William Pickering, 1989. ISBN 0-8147-9225-1.
- Wollstonecraft, Mary. The Vindications: The Rights of Men and The Rights of Woman. Eds. D.L. Macdonald and Kathleen Scherf. Toronto: Broadview Press, 1997. ISBN 1-55111-088-1.
- Wollstonecraft, Mary (2005), 〈On the pernicious effects which arise from the unnatural distinctions established in society〉,   Cudd, Ann E.; Andreasen, Robin O., 《Feminist theory: a philosophical anthology》, Oxford, UK; Malden, Massachusetts: Blackwell Publishing, 11–16쪽, ISBN 978-1-4051-1661-9.
- Flexner, Eleanor. Mary Wollstonecraft: A Biography. New York: Coward, McCann and Geoghegan, 1972. ISBN 0-698-10447-1.
- Godwin, William. Memoirs of the Author of a Vindication of the Rights of Woman. 1798. Eds. Pamela Clemit and Gina Luria Walker. Peterborough: Broadview Press Ltd., 2001. ISBN 1-55111-259-0.
- Gordon, Charlotte. Romantic Outlaws: The Extraordinary Lives of Mary Wollstonecraft and Mary Shelley. Great Britain: Random House, 2015. ISBN 978-0-8129-9651-7. The book's website.
- Gordon, Lyndall. Vindication: A Life of Mary Wollstonecraft. Great Britain: Virago, 2005. ISBN 1-84408-141-9.
- Hays, Mary. "Memoirs of Mary Wollstonecraft". Annual Necrology (1797–98): 411–60.
- Jacobs, Diane. Her Own Woman: The Life of Mary Wollstonecraft. US: Simon & Schuster, 2001. ISBN 0-349-11461-7.
- Paul, Charles Kegan. Letters to Imlay, with prefatory memoir by C. Kegan Paul. London: C. Kegan Paul, 1879. Full text
- Pennell, Elizabeth Robins. Life of Mary Wollstonecraft (Boston: Roberts Brothers, 1884). Full text
- St Clair, William. The Godwins and the Shelleys: The biography of a family. New York: W.W. Norton and Co., 1989. ISBN 0-8018-4233-6.
- Sunstein, Emily. A Different Face: the Life of Mary Wollstonecraft. Boston: Little, Brown and Co., 1975. ISBN 0-06-014201-4.
- Todd, Janet. Mary Wollstonecraft: A Revolutionary Life. London: Weidenfeld & Nicolson, 2000. ISBN 0-231-12184-9.
- Tomalin, Claire. The Life and Death of Mary Wollstonecraft. Rev. ed. 1974. New York: Penguin, 1992. ISBN 0-14-016761-7.
- Wardle, Ralph M. Mary Wollstonecraft: A Critical Biography. Lincoln: University of Nebraska Press, 1951.
- Callender, Michelle "The grand theatre of political changes ": Marie Antoinette, the republic, and the politics of spectacle in Mary Wollstonecraft's An historical and moral view of the French revolution" pp. 375–92 from European Romantic Review, Volume 11, Issue 4, Fall 2000.
- Conger, Syndy McMillen. Mary Wollstonecraft and the Language of Sensibility. Rutherford: Fairleigh Dickinson University Press, 1994. ISBN 0-8386-3553-9.
- Detre, Jean. A most extraordinary pair: Mary Wollstonecraft and William Godwin, Garden City : Doubleday, 1975
- Falco, Maria J., ed. Feminist Interpretations of Mary Wollstonecraft. University Park: Penn State Press, 1996. ISBN 0-271-01493-8.
- Favret, Mary. Romantic Correspondence: Women, politics and the fiction of letters. Cambridge: Cambridge University Press, 1993. ISBN 0-521-41096-7.
- Halldenius, Lena. Mary Wollstonecraft and Feminist Republicanism: Independence, Rights and the Experience of Unfreedom, London: Pickering & Chatto, 2015. ISBN 978-1-84893-536-5.
- Johnson, Claudia (editor) The Cambridge Companion to Mary Wollstonecraft edited by Claudia Johnson, Cambridge: Cambridge University Press, 2002. ISBN 0-521-78952-4
  - Furniss, Tom "Mary Wollstonecraft's French Revolution" pp. 59–81.
  - Mellor, Anne "Mary Wollstonecraft's A Vindication of the Rights of Women and the women writers of her day" pp. 141–59.
- Holmes, Richard. "1968: Revolutions", in Footsteps: Adventures of a Romantic Biographer. Hodder & Stoughton, 1985. ISBN 0-00-720453-1.
- Janes, R.M. "On the Reception of Mary Wollstonecraft's A Vindication of the Rights of Woman". Journal of the History of Ideas 39 (1978): 293–302.
- Johnson, Claudia L. Equivocal Beings: Politics, Gender, and Sentimentality in the 1790s. Chicago: University of Chicago Press, 1995. ISBN 0-226-40184-7.
- Jones, Chris. "Mary Wollstonecraft's Vindications and their political tradition". The Cambridge Companion to Mary Wollstonecraft. Ed. Claudia L. Johnson. Cambridge: Cambridge University Press, 2002. ISBN 0-521-78952-4.
- Jones, Vivien. "Mary Wollstonecraft and the literature of advice and instruction". The Cambridge Companion to Mary Wollstonecraft. Ed. Claudia Johnson. Cambridge: Cambridge University Press, 2002. ISBN 0-521-78952-4.
- Kaplan, Cora. "Mary Wollstonecraft's reception and legacies". The Cambridge Companion to Mary Wollstonecraft Ed. Claudia L. Johnson. Cambridge: Cambridge University Press, 2002. ISBN 0-521-78952-4.
- Kaplan, Cora. "Pandora's Box: Subjectivity, Class and Sexuality in Socialist Feminist Criticism". Sea Changes: Essays on Culture and Feminism. London: Verso, 1986. ISBN 0-86091-151-9.
- Kaplan, Cora. "Wild Nights: Pleasure/Sexuality/Feminism". Sea Changes: Essays on Culture and Feminism. London: Verso, 1986. ISBN 0-86091-151-9.
- Kelly, Gary. Revolutionary Feminism: The Mind and Career of Mary Wollstonecraft. New York: St. Martin's, 1992. ISBN 0-312-12904-1.
- McElroy, Wendy (2008). “Wollstonecraft, Mary (1759–1797)”.   Hamowy, Ronald. The Encyclopedia of Libertarianism. Thousand Oaks, CA: Sage Publications, Cato Institute. 545–46쪽. doi:10.4135/9781412965811.n331. ISBN 978-1-4129-6580-4. LCCN 2008009151. OCLC 750831024.
- Myers, Mitzi. "Impeccable Governess, Rational Dames, and Moral Mothers: Mary Wollstonecraft and the Female Tradition in Georgian Children's Books". Children's Literature 14 (1986):31–59.
- Myers, Mitzi. "Sensibility and the 'Walk of Reason': Mary Wollstonecraft's Literary Reviews as Cultural Critique". Sensibility in Transformation: Creative Resistance to Sentiment from the Augustans to the Romantics. Ed. Syndy McMillen Conger. Rutherford: Fairleigh Dickinson University Press, 1990. ISBN 0-8386-3352-8.
- Myers, Mitzi. "Wollstonecraft's Letters Written ... in Sweden: Towards Romantic Autobiography". Studies in Eighteenth-Century Culture 8 (1979): 165–85.
- Orr, Clarissa Campbell, ed. Wollstonecraft's daughters: womanhood in England and France, 1780–1920. Manchester: Manchester University Press ND, 1996.
- Poovey, Mary. The Proper Lady and the Woman Writer: Ideology as Style in the Works of Mary Wollstonecraft, Mary Shelley and Jane Austen. Chicago: University of Chicago Press, 1984. ISBN 0-226-67528-9.
- Richardson, Alan. "Mary Wollstonecraft on education". The Cambridge Companion to Mary Wollstonecraft. Ed. Claudia Johnson. Cambridge: Cambridge University Press, 2002. ISBN 0-521-78952-4.
- Sapiro, Virginia. A Vindication of Political Virtue: The Political Theory of Mary Wollstonecraft. Chicago: University of Chicago Press, 1992. ISBN 0-226-73491-9.
- Taylor, Barbara. Mary Wollstonecraft and the Feminist Imagination. Cambridge: Cambridge University Press, 2003. ISBN 0-521-66144-7.
- Todd, Janet. Women's Friendship in Literature. New York: Columbia University Press, 1980. ISBN 0-231-04562-X